# Leoben
Leoben [leˈoːbn̩] ist eine Stadtgemeinde im österreichischen Bundesland Steiermark und mit 24.561 Einwohnern (Stand 1. Jänner 2025) nach der Landeshauptstadt Graz dessen zweitgrößte Stadt. Bezirks- und Landesgericht sowie die Bezirkshauptmannschaft des gleichnamigen Bezirkes haben hier ihren Sitz. Zudem befindet sich die Montanbehörde Süd in Leoben.
Die Stadt hat eine lange Tradition im Berg- und Hüttenwesen. Mit einem Werk der Voestalpine im Stadtteil Donawitz ist sie einer der bedeutendsten Standorte der österreichischen Eisen- und Stahlindustrie. Sie ist das Zentrum des obersteirischen Industrieraums und Sitz der Montanuniversität.

## Geographie
Leoben liegt im mittleren Murtal, rund acht Kilometer östlich von Sankt Michael in Obersteiermark und 15 Kilometer westlich von Bruck an der Mur. Der alte Stadtkern wurde in der Murschleife begründet, einer Flussschlinge knapp unter der Mündung des von Nordwesten kommenden Vordernberger Baches. Damit bildet die Stadt den südlichen Ausgangspunkt der österreichischen Eisenstraße. Heute erstreckt sie sich auf beiden Seiten des Flusses bis an die Bergflanken. Diese sind im Norden die Ausläufer des Hochschwabs, im Süden die Abhänge der Gleinalpe und im Westen die Ausläufer der Eisenerzer Alpen.
Die Fläche der Stadtgemeinde beträgt rund 108 km², wovon knapp 79 % bewaldet sind. Der tiefstgelegene Punkt in der Stadt liegt auf 515 m Seehöhe, der höchstgelegene Punkt ist der Gipfel des Wetterkogels der Hochalpe (Hochalm) auf 1643 m im äußersten Südosten des Stadtgebietes.

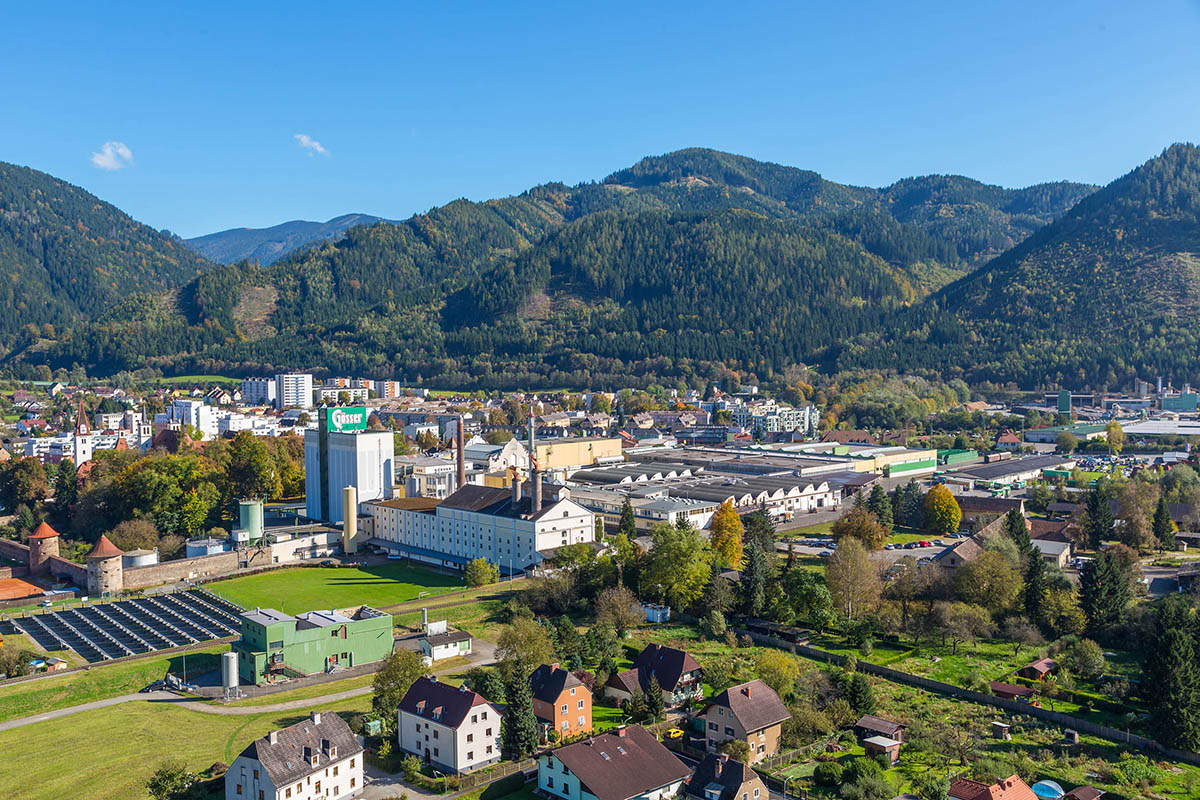
Leobener Stadtteil Göss
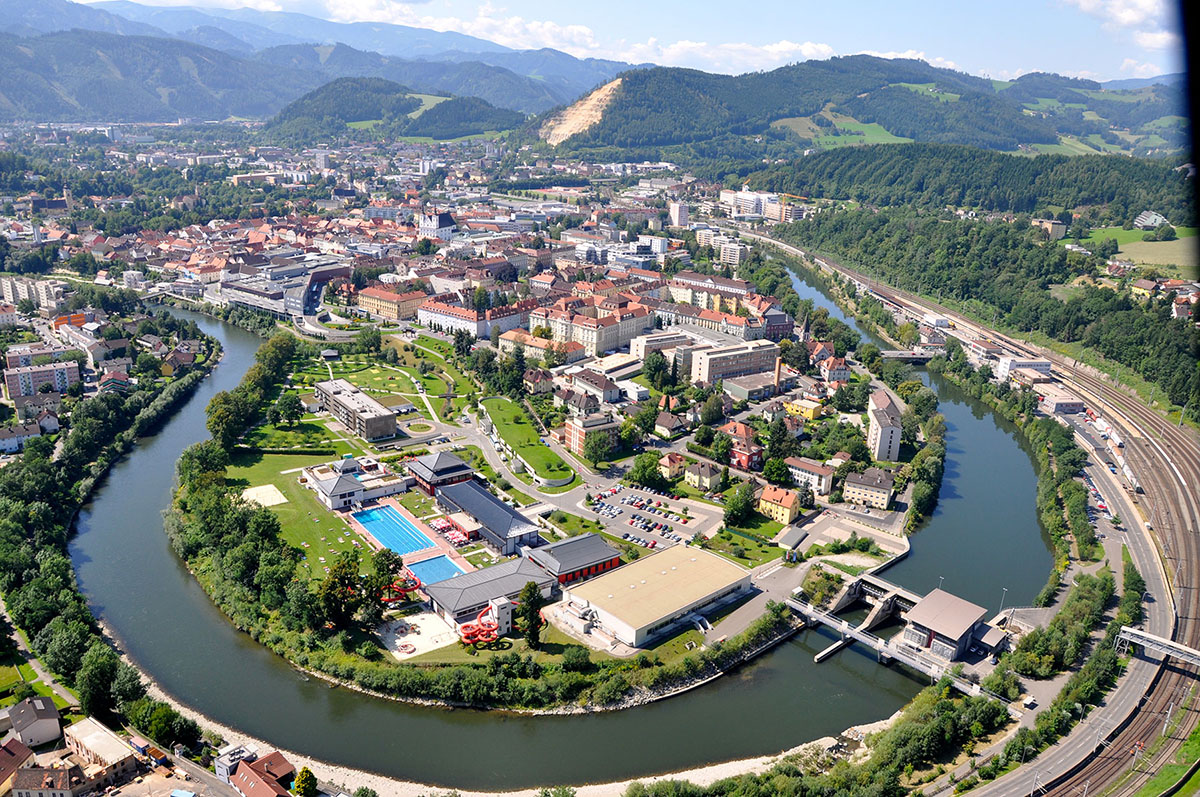
Murschleife mit Augarten, Asia Spa und Altstadt

### Stadtgliederung
Stadtteile

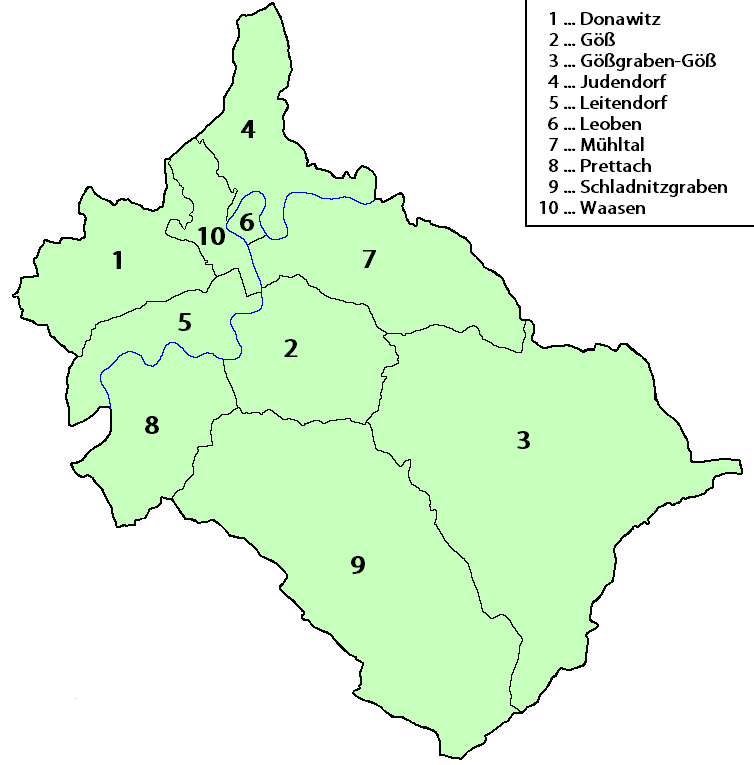
Lage der Katastralgemeinden von Leoben

Leoben gliedert sich in sechs Ortschaften bzw. Stadtteile (Bevölkerung Stand 1. Jänner 2025):
- Donawitz (3319 Ew. mit Neuwerk und anderen Ortsteilen)
- Göß (3834 Ew. mit Schladnitzdorf, Windischberg u. a.)
- Hinterberg (1030 Ew. mit Steinleitensiedlung u. a.)
- Judendorf (5263 Ew. mit Münzenberg, Prolebersiedlung, Seegraben, Veitsberg u. a.)
- Leitendorf (2804)
- Leoben (8311 Ew. mit den Stadtteilen Maßenberg, Mühltal, Nennersdorf, Pölzgraben u. a.)

Katastralgemeinden
Die Stadt besteht aus zehn Katastralgemeinden (Fläche Stand 31. Dezember 2023):
1. Donawitz (810,53 ha; im Nordwesten der Stadt)
2. Göß (821,62 ha; im Süden)
3. Gößgraben-Göß (3.134,02 ha)
4. Judendorf (680,18 ha; im Norden und Nordosten der Stadt; Judendorf war bis 1496 eine jüdische Siedlung in einer Murschleife östlich der Innenstadt. Im 19. Jahrhundert entwickelte sich der Stadtteil zu einer Bergarbeitersiedlung. Seegraben bildet den nördlichen und östlichen Teil der KG Judendorf. Ursprünglich zum Stadtteil Judendorf gehörig, wird es heute als eigener Stadtteil bezeichnet. Es ist für den stillgelegten Bergbau Seegraben bekannt.)
5. Leitendorf (500,32 ha; Hinterberg ist der westliche, Leitendorf der östliche Teil der gleichnamigen KG; Leitendorf verbindet die Waasenvorstadt mit Göß)
6. Leoben (59,43 ha; mit Josefee – im Zentrum der Stadt im nördlichen Teil der KG Leoben gelegen; Ende des 19. Jahrhunderts als „Neustadt“ planmäßig errichtet)
7. Mühlthal (1.082,29 ha; südöstlich der Innenstadt gelegen; Lerchenfeld ist im östlichen Teil der KG Mühlthal, östlich der Innenstadt gelegen)
8. Prettach (755,85 ha)
9. Schladnitzgraben (2.645,59 ha)
10. Waasen (287,18 ha; westlich der Innenstadt als Vorstadt gelegen)

#### Straßen
In der Gemeinde Leoben existieren mit Stand 2020 insgesamt 249 Straßen. 2018 wurden die Resultate einer kritischen Prüfung vorgestellt: Drei Namen gehen auf „nationalsozialistisch belastete“ Persönlichkeiten zurück (Ottokar Kernstock, Hans Kloepfer und Friedrich Mayer-Beck). In Absprache mit Opferverbänden wurden Erläuterungstafeln in den betroffenen Straßen in Leitendorf bzw. Göss angebracht.

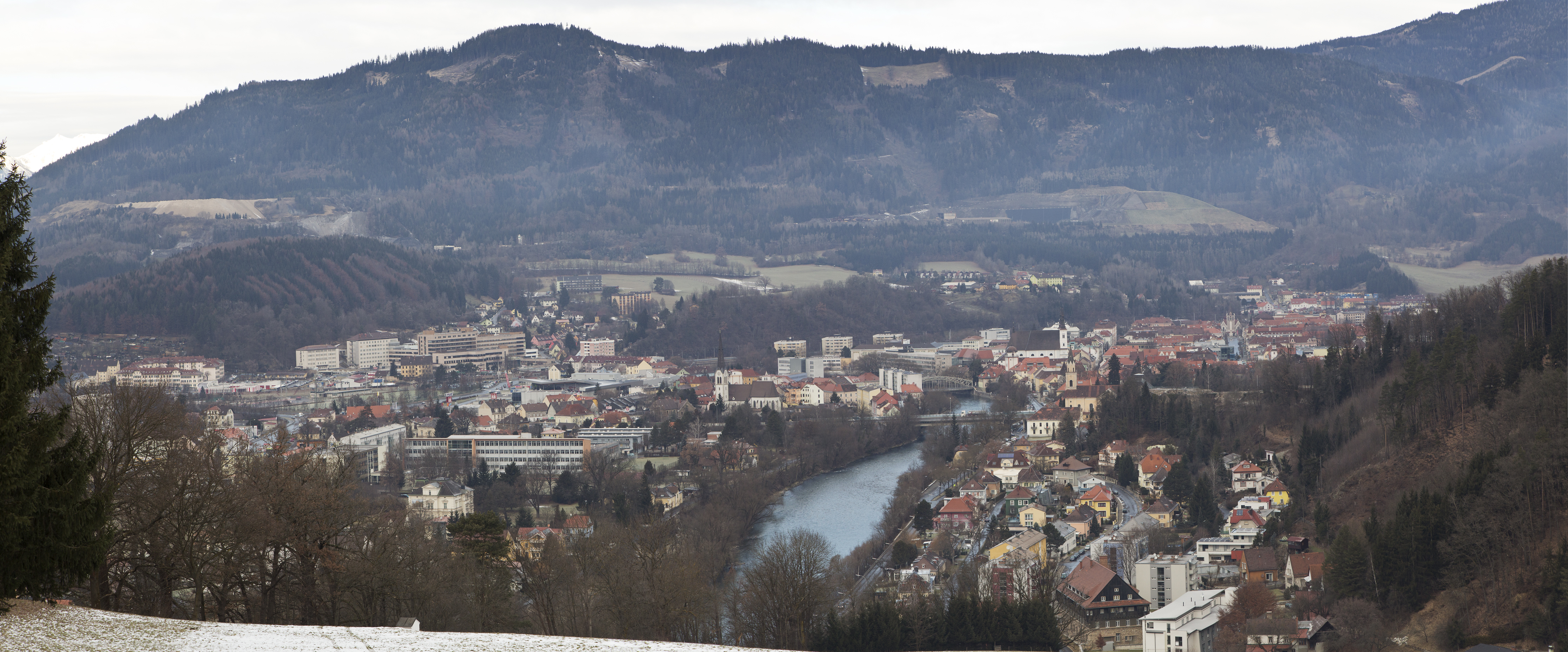
Leoben vom Kalvarienberg. Ansicht von Süden

### Grünräume
Im besiedelten Stadtgebiet gibt es sieben Parkanlagen mit einer Gesamtfläche von rund 6,4 Hektar. Die größten Parks mit einer Fläche von jeweils rund 2,5 Hektar sind der Stadtpark (auch Glacis genannt) und der Augarten (auch einfach Au oder aufgrund des nahegelegenen Asia Spa auch Asia-Spa-Park genannt). Weitere Parks sind der Gärnerpark mit rund 4800 m², der Pestalozzipark mit etwa 4000 m², der Park des Eggenwald’schen Gartenhauses mit rund 2000 m², der Peter-Tunner-Park mit ungefähr 1500 m² sowie der etwa 1300 m² große Jakobipark. Außerdem gibt es zahlreiche nicht namentlich bezeichnete Grünflächen, vor allem entlang der Mur, sowie rund 20 Hektar städtischen Wald, wie etwa am Maßenberg oder am Kalvarienberg.
Im Gemeindegebiet überwiegen besonders im Süden große bergige Waldflächen außerhalb der Siedlungsgebiete in den Tallagen.

### Nachbargemeinden
| St. Peter-Freienstein         | Trofaiach                                   | Proleb Niklasdorf                          |
|                               | Kompassrose, die auf Nachbargemeinden zeigt | Bruck an der Mur (Bez. Bruck-Mürzzuschlag) |
| St. Michael in Obersteiermark | Übelbach (Bez. Graz-Umgebung)               | Frohnleiten (Bez. Graz-Umgebung)           |

## Geschichte
Die erste Nennung des Namens „Liupina“ findet sich in einer Schenkungsurkunde von König Ludwig dem Kind an den Gaugrafen Aribo II., Graf zu Göss-Schladnitz, im Jahr 904. Eine Siedlung unter dem Namen „Forum Liuben“ wurde erstmals im Jahr 1173 genannt, diese befand sich rund um die Jakobikirche am Fuß der Maßenburg. Ab 1261 wurde unter König Ottokar II. die Stadt nordwärts an die jetzige Stelle der Altstadt in der Murschleife verlegt, mit quadratischem Grundriss und einer Befestigungsmauer, deren nordwestliche Eckbefestigung die einstige „Burg“ an der Stelle des heutigen Rathauses und deren nordöstliche Ecke das Dominikanerkloster bildete. In die Zeit der Verlegung fällt auch die Verleihung des Stadtrechts. 1314 findet sich die erste Erwähnung als Eisenhandelsplatz („Raueisenverlagsort“).

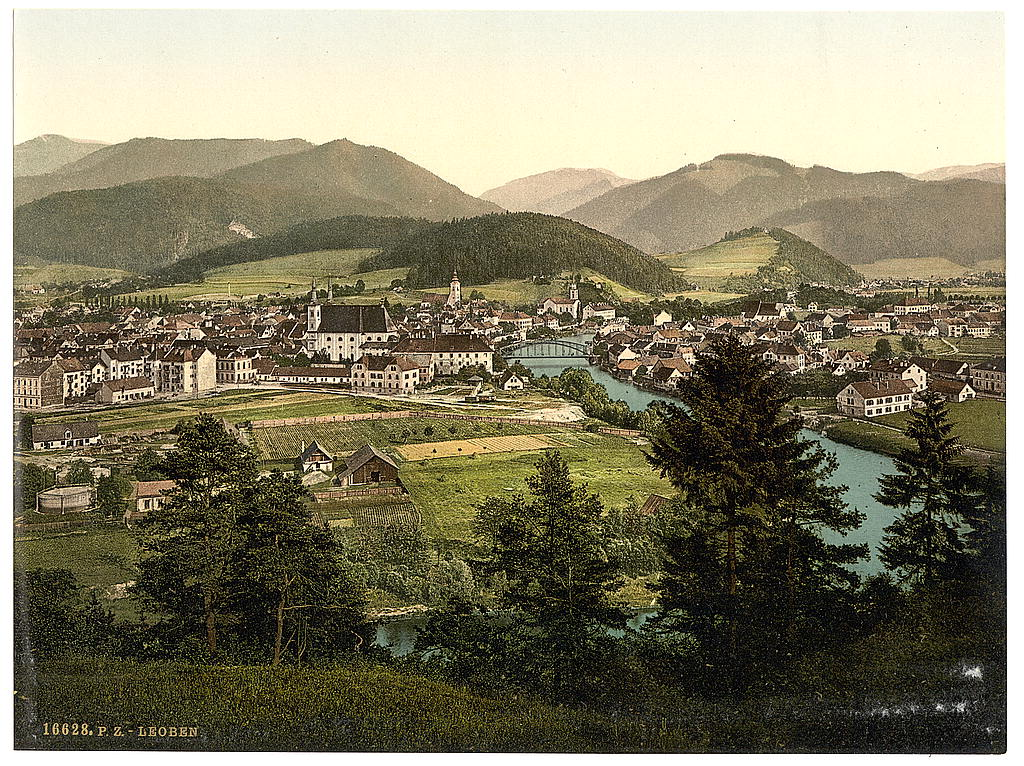
Leoben um 1900

Im Jahr 1480 wurde beim Türkensturm die „Waasenvorstadt“ im Westen in Brand gesteckt, auch die dortige Kirche „Maria am Waasen“ fiel dem Feuer zum Opfer.
In den Wirren von Reformation und Gegenreformation diente die Stadt im Jahr 1525 als wichtiger Stützpunkt zur Niederschlagung des Knappenaufstandes im Ennstal und rund um Schladming. Trotzdem trat die Stadt 1572 am Brucker Ausschusslandtag offiziell dem Augsburger Bekenntnis bei, was jedoch nur bis 1613 von Bestand war. In diesem Jahr begann die Rekatholisierung; der Jesuitenorden gründete eine Niederlassung in Leoben. 1620 eröffnete er in der einstigen Burg eine Lateinschule und errichtete 1660–1665 die Kirche St. Xaver. Mit der Aufhebung des Jesuitenordens 1773 wurde die Schule geschlossen. Von 1786 bis 1808 gab es, nach der Verlegung des Admonter Stiftsgymnasiums nach Leoben, wieder ein Gymnasium, das jedoch im ehemaligen Dominikanerkloster untergebracht war.

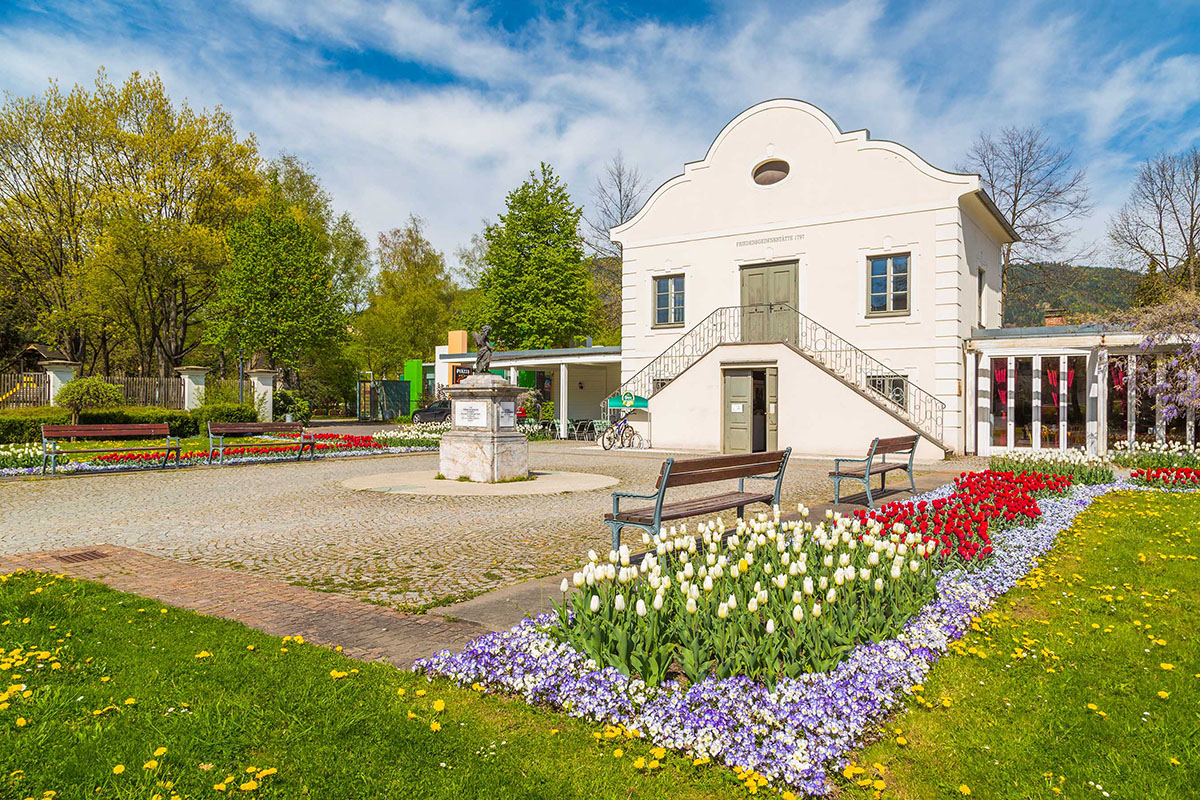
Der Vorfrieden von Leoben wurde im Eggenwald’schen Gartenhaus unterzeichnet

Im Jahr 1797 trafen sich französische und österreichische Gesandtschaften in Leoben. Dort schlossen Napoleon und die Vertreter Österreichs den Vorfrieden von Leoben. 1805 wurde die Stadt von den durchziehenden Franzosen besetzt.
Von etwa 1782 bis 1859 war die Stadt Zentrum des Bistums Leoben und damit Bischofssitz. 1859 erfolgte die Vereinigung mit der Diözese Graz-Seckau.

Im Laufe des 19. Jahrhunderts gab es eine langsame, aber stetige Weiterentwicklung. In der ersten Hälfte des 20. Jahrhunderts konnten sich zahlreiche Betriebe in Leoben etablieren.

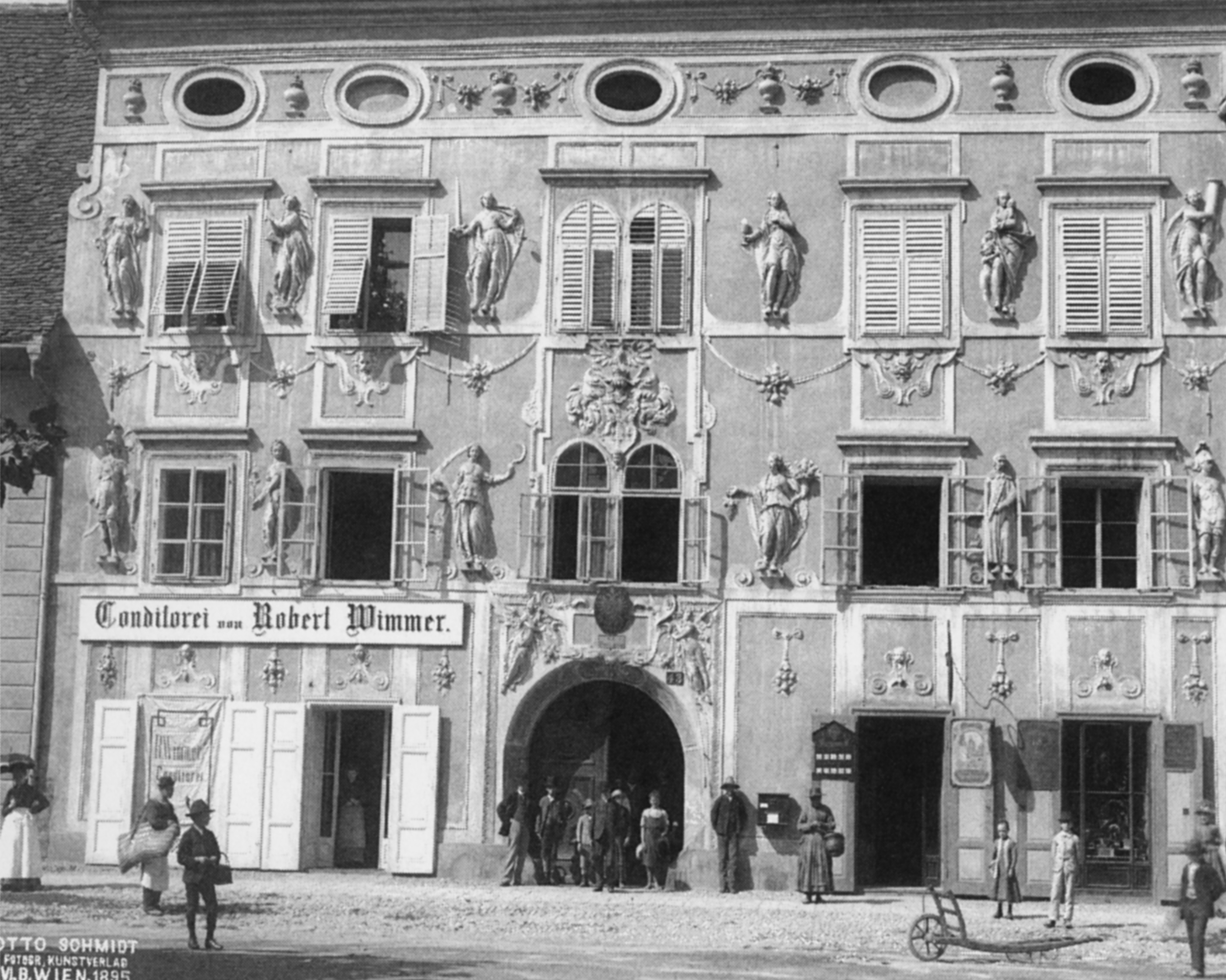
Hacklhaus am Hauptplatz, 1895

Im Jahr 1939 wurden die beiden bis dahin selbstständigen Gemeinden Göss und Donawitz eingegliedert, wodurch sich die Einwohnerzahl der Stadt verdreifachte.
Schwierige wirtschaftliche Zeiten musste die Stadt in den 1960er (Schließung des Kohlebergbaus Seegraben) und 1980er Jahren (Einschränkung der Eisen- und Stahlproduktion in der Hütte Donawitz) überstehen. Mit einer wirtschaftlichen Umorientierung wurde die Krise bewältigt:
- moderne Technik (z. B. Leiterplattenwerk Hinterberg)
- Kongressstadt (Errichtung des Kongresszentrums)
- Kultur und Tourismus (Landesausstellung 1997 und jährlich neue ethnologische Ausstellungen)

## Kultur und Sehenswürdigkeiten

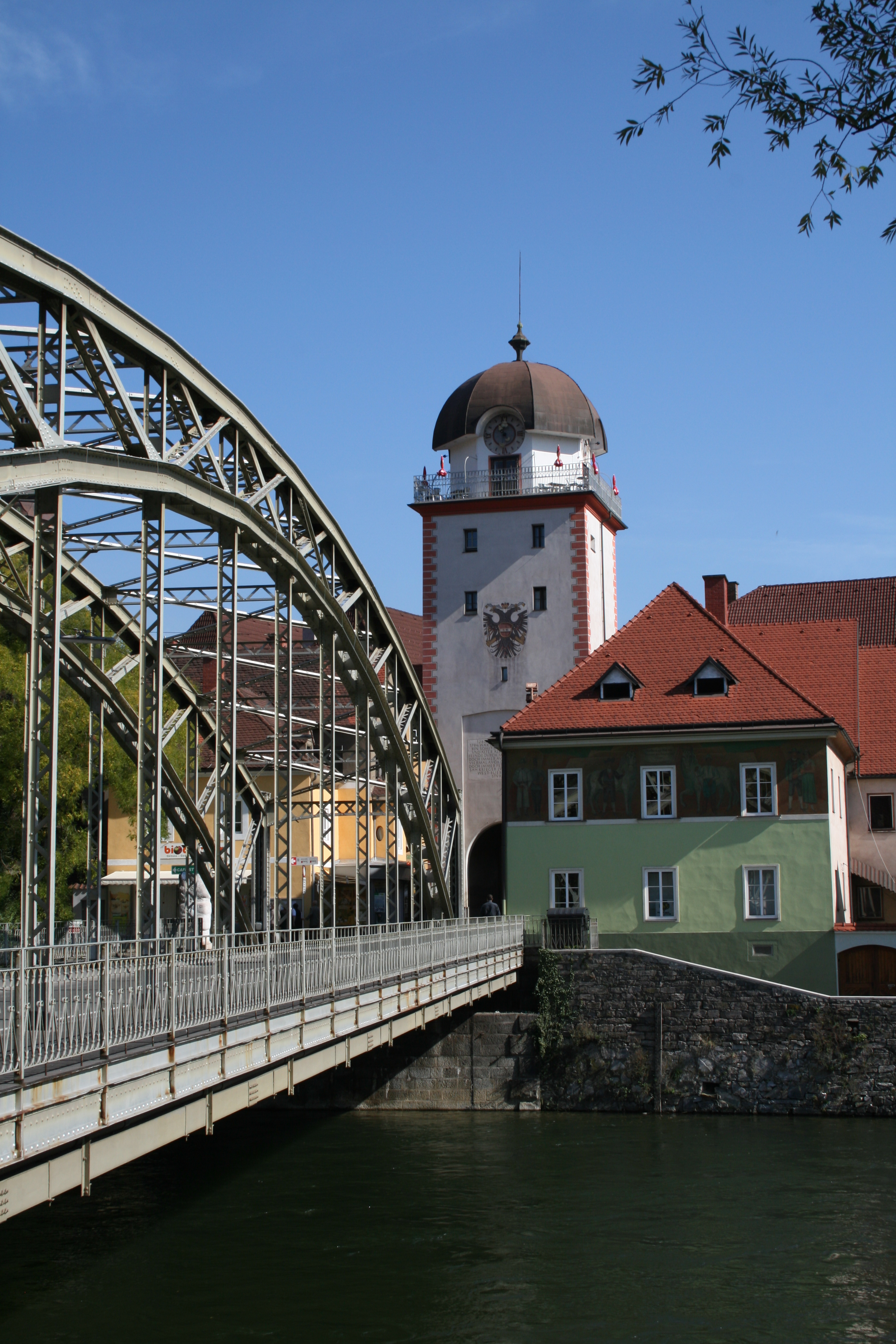
Schwammerlturm und Murbrücke

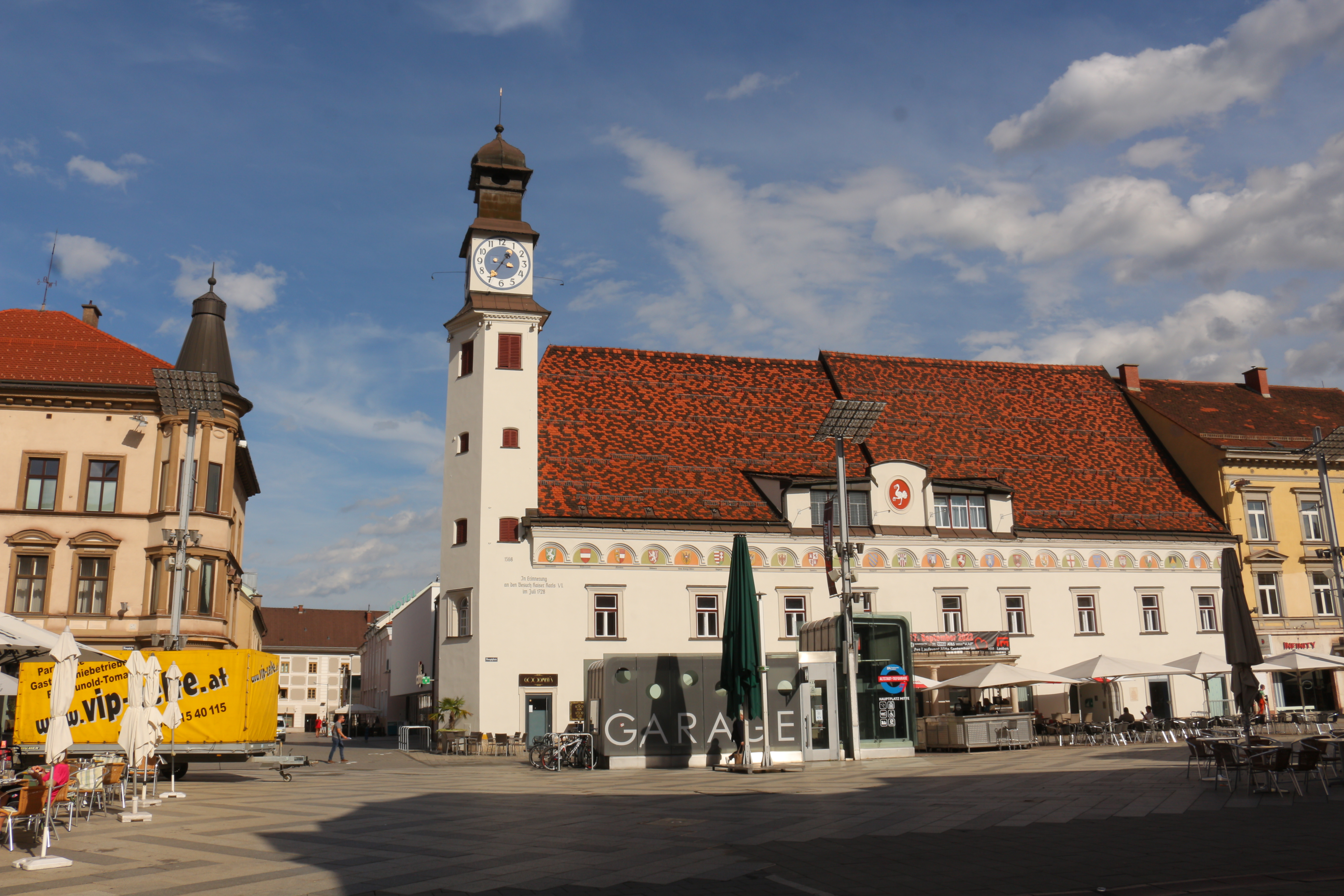
Hauptplatz mit Altem Rathaus (2022)

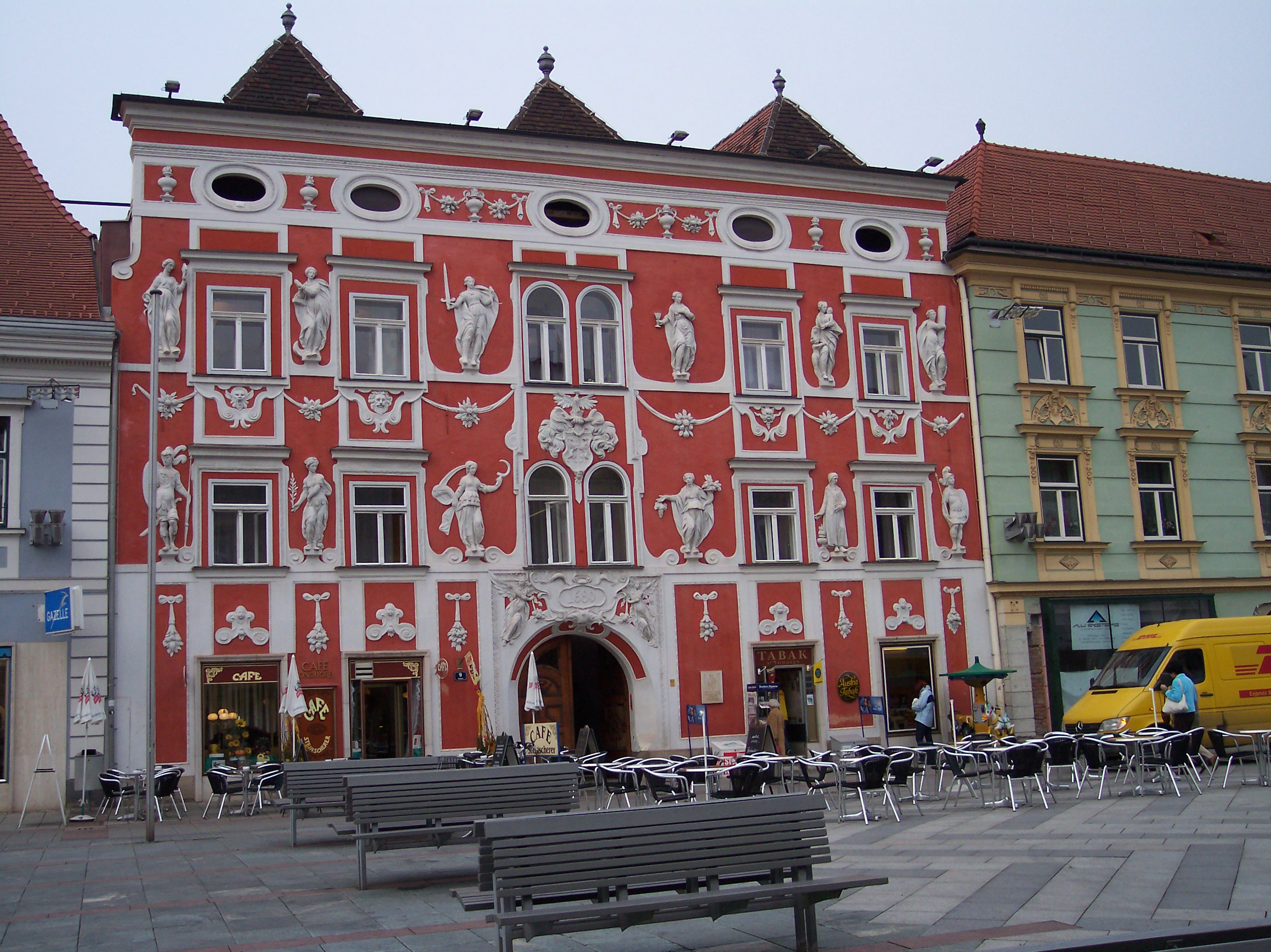
Das Hacklhaus am Hauptplatz

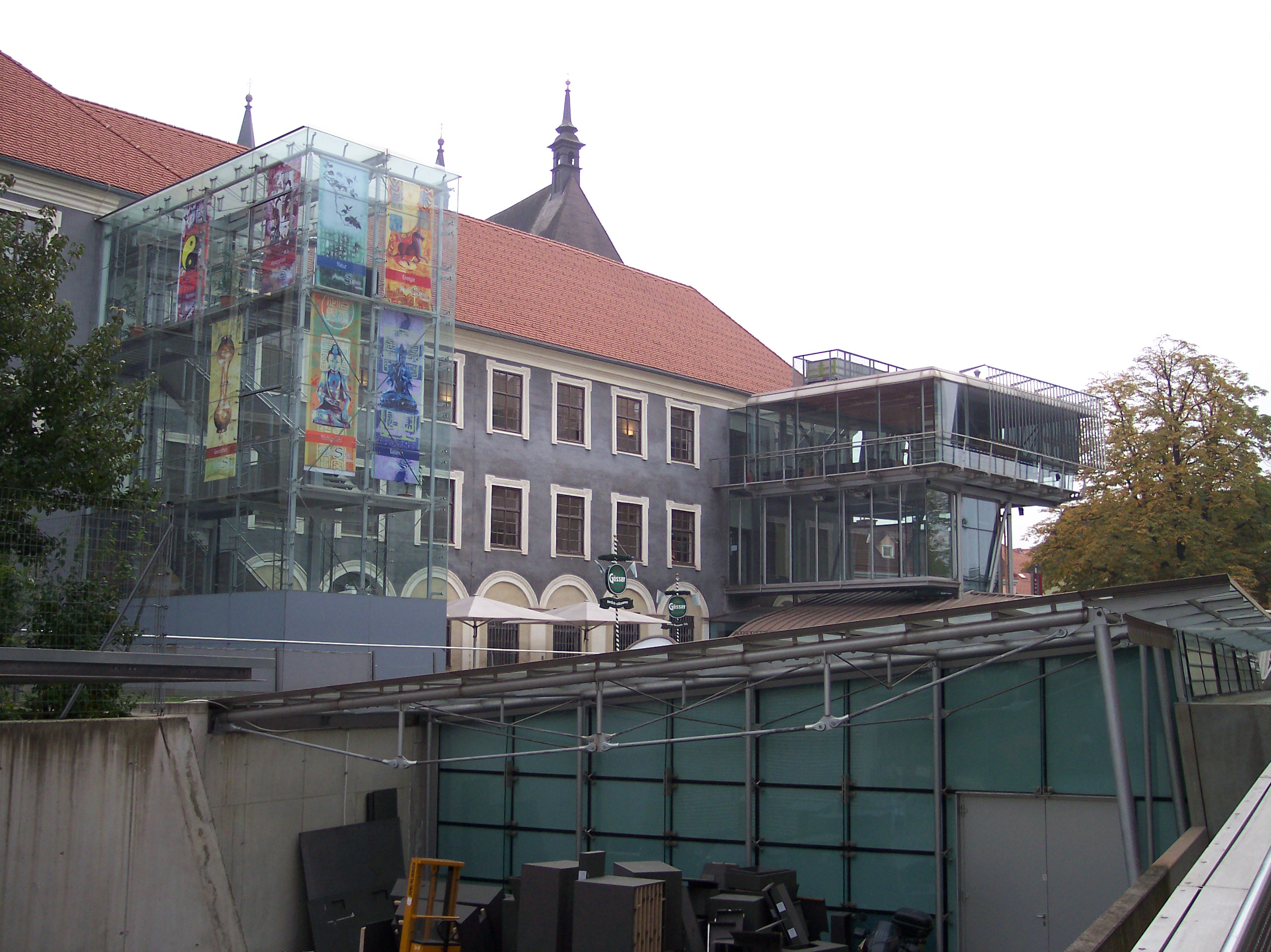
Altes Museumsgebäude mit den Anbauten von 1997

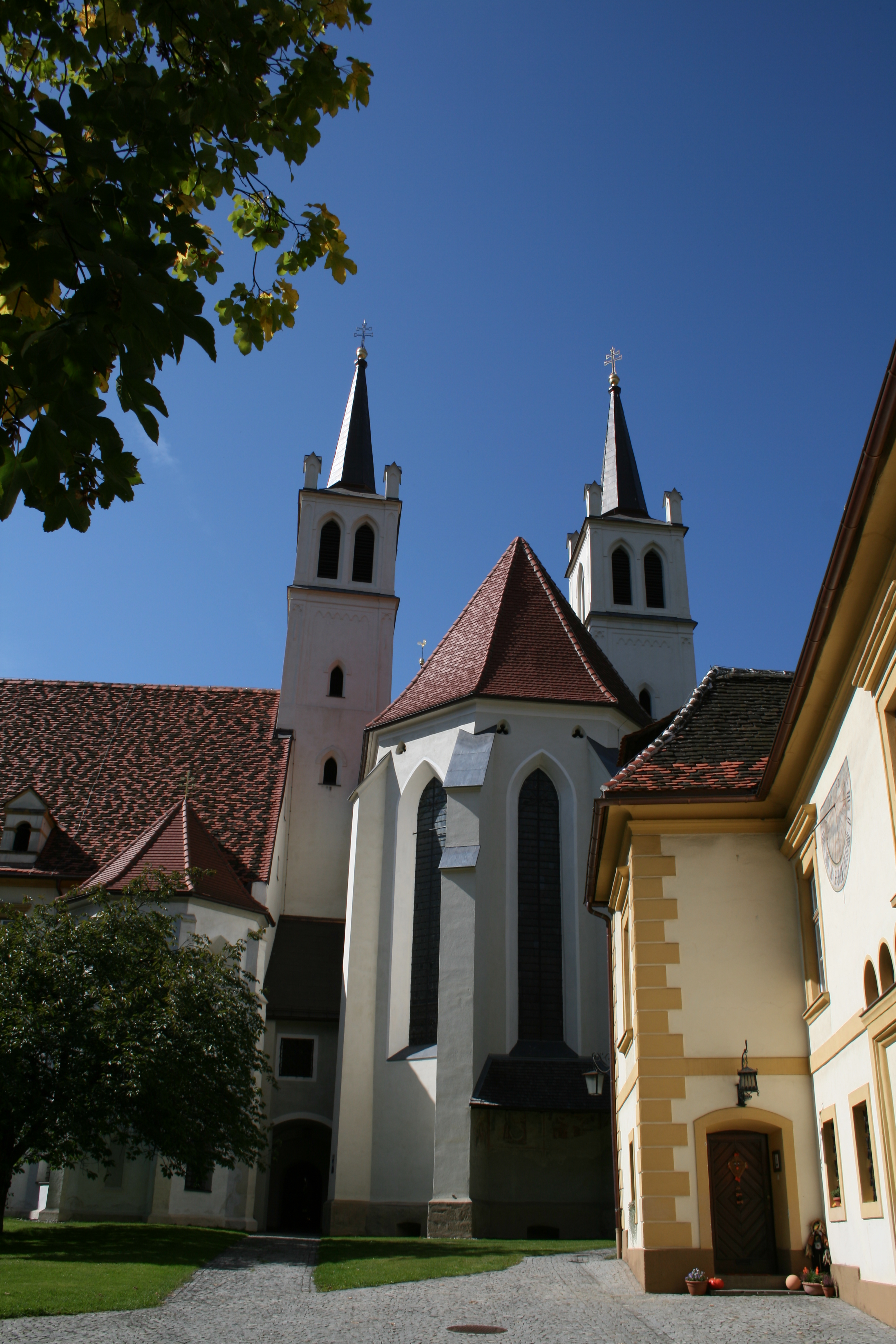
Pfarrkirche Leoben-Göss des ehemaligen Stiftes Göss

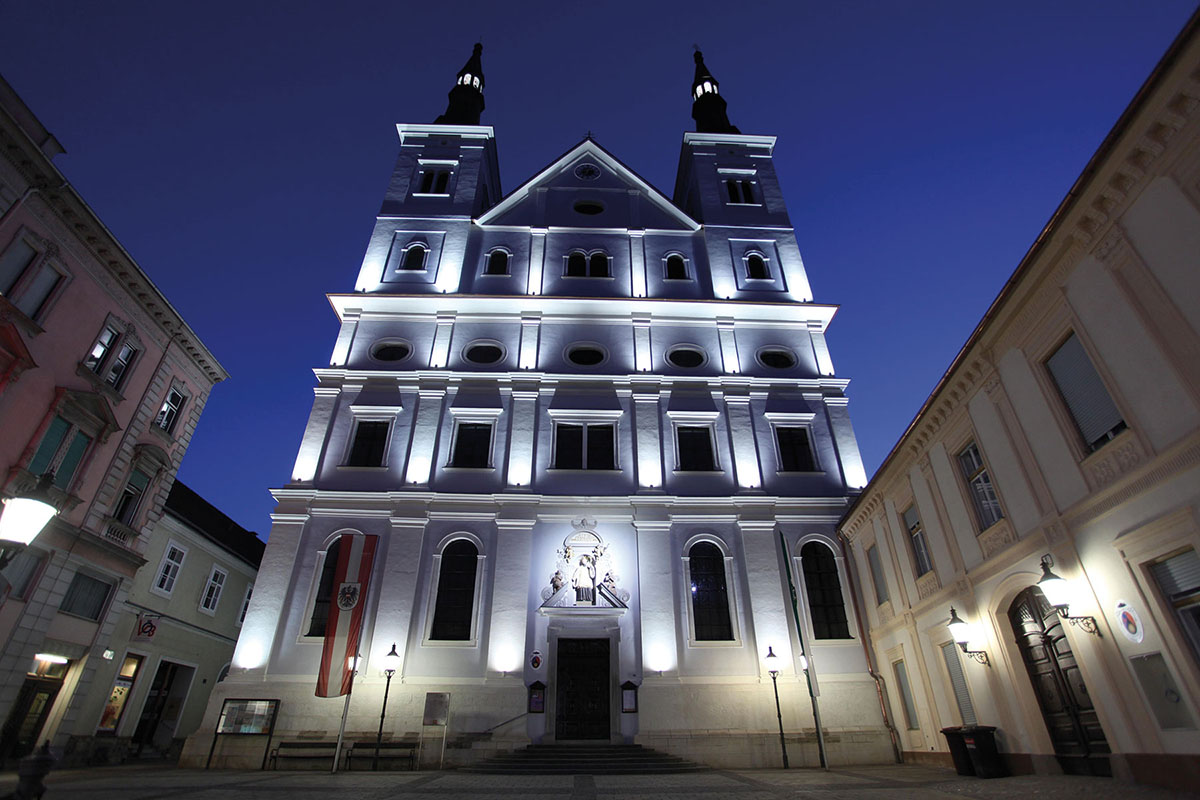
Pfarrkirche Leoben-St. Xaver

- Katholische Pfarrkirche Leoben-St. Xaver mit der Rektoratskirche St. Jakob zu Leoben
- Katholische Pfarrkirche Leoben-Göss hl. Andreas, ehemalige Klosterkirche vom ehemaligen Stift Göß
- Katholische Pfarrkirche Leoben-Waasen Mariä Himmelfahrt
- Katholische Pfarrkirche Leoben-Donawitz hl. Joseph
- Katholische Pfarrkirche Leoben-Hinterberg hl. Schutzengel
- Katholische Pfarrkirche Leoben-Lerchenfeld Hl. Geist
- Evangelische Gustav-Adolf-Kirche
- Stadttheater Leoben: Das am 6. Juli 1790 gegründete Theater wird noch heute bespielt und ist damit das älteste bürgerliche Theater Österreichs.[5]
- Mautturm Schwammerlturm, auch Stadtturm genannt: Ursprünglich 1280 errichtet, wurde der frühere Wehrturm 1615 von Grund auf neu errichtet. Durch ein Erdbeben im Februar 1794 wurde er schwer beschädigt. Bei der Instandsetzung erhielt er die pilzförmige Haube, die das ursprüngliche Spitzdach ersetzte und der er seinen heutigen volkstümlichen Namen verdankt.
- Altes Rathaus: Das alte Rathaus am Hauptplatz wurde 1485 erbaut und erhielt 1568 einen fünfseitigen Eckturm. 1607 wurde es um die südlich angrenzenden Nachbarhäuser erweitert. Anlässlich des Besuches von Kaiser Karl VI. 1728 wurde die Wappenreihe der habsburgischen Länder an der Frontseite des Hauses hinzugefügt. Bis 1973 war es Sitz der Stadtverwaltung. Nach Errichtung des Rathaus-Neubaus wurde 2022 nach einer zweijährigen Umbauphase der Live Congress Leoben fertiggestellt. Das Einkaufszentrum wurde durch ein neues Gebäude ersetzt und an die Räumlichkeiten des Alten Rathauses angefügt. Drei Säle bilden den Kern des Veranstaltungszentrums, das für eine Kapazität von 1000 Personen ausgelegt ist.[6]
- Hauptplatz: Auf dem 1997 nach Plänen von Architekt Boris Podrecca neu gestalteten Hauptplatz sind neben dem alten Rathaus noch folgende Bauten erwähnenswert:
  - Hacklhaus: Am Hauptplatz befindet sich dieses Haus aus dem 16. Jahrhundert mit reich verzierter Stuck-Fassade von 1680 (Darstellung der von Gewappneten flankierten vier Jahreszeiten von rechts beginnend: Winter, Herbst, Sommer, Frühling in der unteren Reihe und der christlichen Tugenden in der oberen Reihe von rechts beginnend: Stärke, Liebe, Glaube, Gerechtigkeit, Hoffnung, Wahrheit). Benannt ist das Haus nach einem seiner Besitzer Georg Hackl.
  - Dreifaltigkeitssäule: Als Pestsäule wurde sie von Johann Jacob Schoy gestaltet und 1718 errichtet. Die Mittelsäule wird von insgesamt sechs Heiligenfiguren flankiert.
  - Bergmannsbrunnen: Der Bergmannsbrunnen befindet sich am südlichen Ende des Hauptplatzes. Er wurde 1799 vom Steinmetzmeister Franz Pack errichtet. Er ist mit der Darstellung eines Bergknappen versehen.
  - Engelsbrunnen: Der Engelsbrunnen befindet sich am nördlichen Ende des Hauptplatzes. Er wurde 1794 von Josef Carlone errichtet. Über seinem Becken befindet sich die Darstellung eines Engels, der einen Schild mit den Wappen von Leoben hält.
- Ehemaliges Dominikanerkloster: Wurde 1280 gegründet, überstand die Wirren der Reformationszeit und die Klosteraufhebungen durch Kaiser Joseph I. 1811 wegen Personalmangels aufgelöst, von 1855 bis 2005 Gerichtsgebäude und Justizanstalt, ab 2007 Bestandteil des Innerstädtischen Einkaufszentrums[7] (Leoben City Shopping – LCS)
- Neues Rathaus und Ausstellungszentrum: Das neue Rathaus wurde 1973 an der Murpromenade nördlich des Stadtturms als modernes Bürogebäude errichtet. 1997 erfolgte aus Anlass der steirischen Landesausstellung die Erweiterung um einen Ausstellungsbereich, geplant von Günther Domenig. Dieser stellt gleichzeitig die Verbindung zum alten Museumsgebäude her. Im Museum ist eine permanente Ausstellung zur Geschichte Leobens untergebracht (Schwerpunkte: Vorgeschichte, Wirken des Jesuitenordens in Leoben und die Zeit der Kriege gegen Frankreich). Das Ausstellungszentrum bietet jährlich wechselnde Ausstellungen zu ethnologischen Themen, die in Kooperation mit den Reiss-Engelhorn-Museen in Mannheim stattfinden.

- Freimannsturm: Der Freimannsturm ist neben dem Mautturm der zweite erhalten gebliebene Wehrturm der Stadtbefestigung. Er wurde im späten 13. Jahrhundert als südwestliches Wehreck an der Stadtmauer errichtet. Der obere Teil des Turmes mit den Schießscharten und dem Spitzdach erhielt sein Aussehen nach dem Türkeneinfall von 1480. Im Mittelalter war er Sitz des Scharfrichters, des sogenannten „Freimanns“, daher der Name.

- Maßenburg: Ende des 13. Jahrhunderts südlich der Altstadt auf dem Maßenberg als Wehranlage errichtet. Im 16. Jahrhundert wurde die Burg ausgebaut. Seit dem frühen 19. Jahrhundert ist der Wehrbau eine Ruine. Im Jahr 1998 wurden die Reste der Burg restauriert und eine Aussichtsplattform über den westlichen Wehrturm errichtet.[8]
- Stift Göss: ehemaliges Benediktinerinnen-Stift, gegründet vor 1020 durch Pfalzgraf Aribo I., ist das älteste Kloster der Steiermark. 1782 wurde das Kloster aufgehoben, diente aber von 1784 bis 1800 als Bischofssitz des Bistums Leoben. Spätgotisches Kirchenschiff (um 1520) über einer frühromanischen Krypta (um 1000), ausgestattet mit einem klassizistischen Hochaltar 1793. Flankiert von einer allein stehenden frühgotischen Michaelskapelle 1271–1283 mit sehenswerten Fresken dieser Zeit. Aus dem Stift Göss stammt das älteste noch erhaltene christliche Messgewand, der „Gösser Ornat“. Es wurde um 1260 als Seidenstickerei angefertigt und kann heute im Museum für angewandte Kunst in Wien besichtigt werden. St. Alfonskirche Leoben

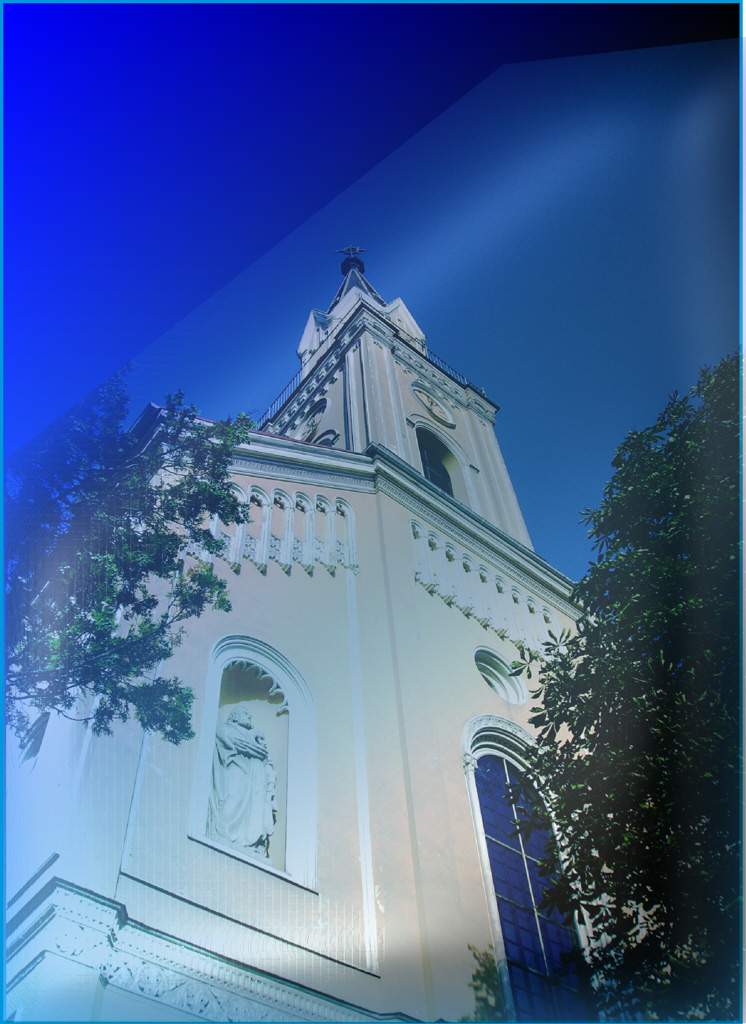
St. Alfonskirche Leoben

- Redemptoristenkolleg Leoben: Die Redemptoristenkirche St. Alfons (Klosterkirche) war die einzige Kirche der Redemptoristen in Leoben. Die Grundsteinlegung für den Bau der Kirche erfolgte 1846. Durch die Revolution von 1848 wurde der Bau unterbrochen. Die Kirche wurde erst 1854 fertiggestellt. 2010 verließen die letzten Redemptoristen Leoben. Oktober 2010 wurde im ehemaligen Redemptoristenkloster in der Leobener Gösserstraße ein Studentenheim mit 39 Plätzen eröffnet.
- Erzbergbahn: Bahnstrecke, die teilweise als Museumsbahn über den Präbichl nach Eisenerz und Hieflau führt.

### Regelmäßige Veranstaltungen

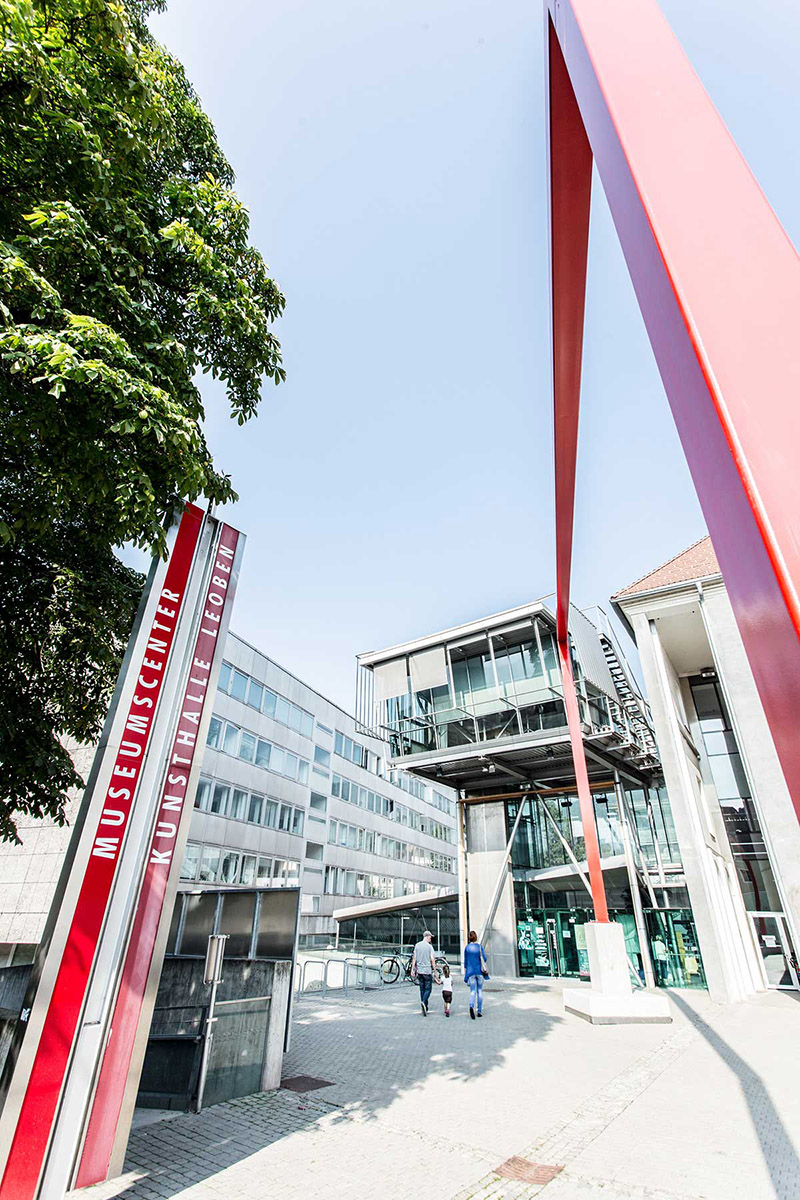
Kunsthalle bzw. Museumscenter Leoben

- Kulturquartier: Alle zwei bis drei Monate wechselnde Ausstellungen zeitgenössischer Künstler in der Kunsthalle, Workshop-Angebote im „Jungen Museum“[9]
- Internationale Sommerphilharmonie: Reihe klassischer Konzerte im Juli
- LE-Music-Night: zwei Mal jährlich, am Pfingstsonntag und am 25. Oktober, mit regionalen und internationalen Bands
- Stadt-Land-Fest: meistens am dritten Wochenende im September; soll Stadt- und Landleben für einen Tag vereinen
- Leobener Schokofest: meistens am ersten Samstag im Oktober; laut eigener Beschreibung das größte Schokoladenfest Österreichs
- Leobener Weinfest: meistens gegen Ende August
- Gösser Kirtag: jedes Jahr am Donnerstag nach dem ersten Sonntag im Oktober
- Ledersprung: studentischer Brauch an der Montanuniversität, Ende November/Anfang Dezember
- Adventmarkt: alljährlich am Hauptplatz mit Kunsthandwerkständen und täglichem Rahmenprogramm
- Iron Road For Children: Die Iron Road For Children, kurz IRFC, ist Österreichs größtes markenoffenes Festival-Weekend für Bikes, Vespas und US-Cars
- Barbarafeier: alljährlich am 4. Dezember, zu Ehren der Heiligen Barbara
- Area 53: dreitägiges Metal-Festival im VAZ Schladnitz[10]
- Bauernmarkt: lokaler Markt, jeden Dienstag und Freitag um den Kirchplatz
- Bierauszug: Umzug zum Ende des Studienjahres von der Montanuniversität auf die Maßenburg[11]
- Wiesenfest: dreitägiges Bierfest mit Vergnügungspark auf der Brandlwiese[12]
- LE-Laufevent: Laufsportveranstaltung mit diversen Wertungen, Anfang September[13]
- Verleihung des Kulturpreises der Stadt Leoben (seit 1992)

### Vereine
In Leoben sind mehrere Musik- und Kulturvereine ansässig:
- Bergkapelle Leoben-Seegraben
- Gösser Musikverein
- Polizeimusikverein Leoben
- Musikverein Leoben
- Werkskapelle Donawitz
- Werkschor Voestalpine Donawitz
- Singkreis Göss
- Stadtchor Leoben
- Krampusverein Murschleifn Teifl Leoben
- Trachtenverein Steirerherzen Seegraben
- Obersteirischer Kulturbund
- Obersteirischer Trachtenverband
- Kameradschaft vom Edelweiß
- Kunstforum Leoben
- Seniorenforum Leoben
- Verein Junge Bühne Leoben
- The LEctors Schauspielverein Leoben
- Landjugend Leoben[15]

Ehemals in Leoben ansässiger Verein:
- Theaterverein Leobner Laienbühne

## Sport
- Fußballverein DSV Leoben
- Jugendfußballverein JAZ Leoben
- Kegelverein ESV Leoben[16]
- Eishockeyverein LE Leoben Kings
- Judo & Freizeit Leoben ist der erste österreichische Sportverein, der das Österreichische Spendengütesiegel erhalten hat.[17]
- Der Handballverein Union Leoben spielt in der höchsten österreichischen Spielklasse, der Handball Liga Austria
- Rugbymannschaft ARC Leoben
- Floorballverein IBC Leoben, der erste Verein seiner Art in Österreich
- Polizeisportverein (PSV): mit den Sektionen Darts-Plus, Fußball, Judo, Kegeln, Leichtathletik-Laufen, Selbst-Sicher und Sportschießen[18]
- Der Nord-Süd-Weitwanderweg führt durch Leoben.

## Wirtschaft und Infrastruktur

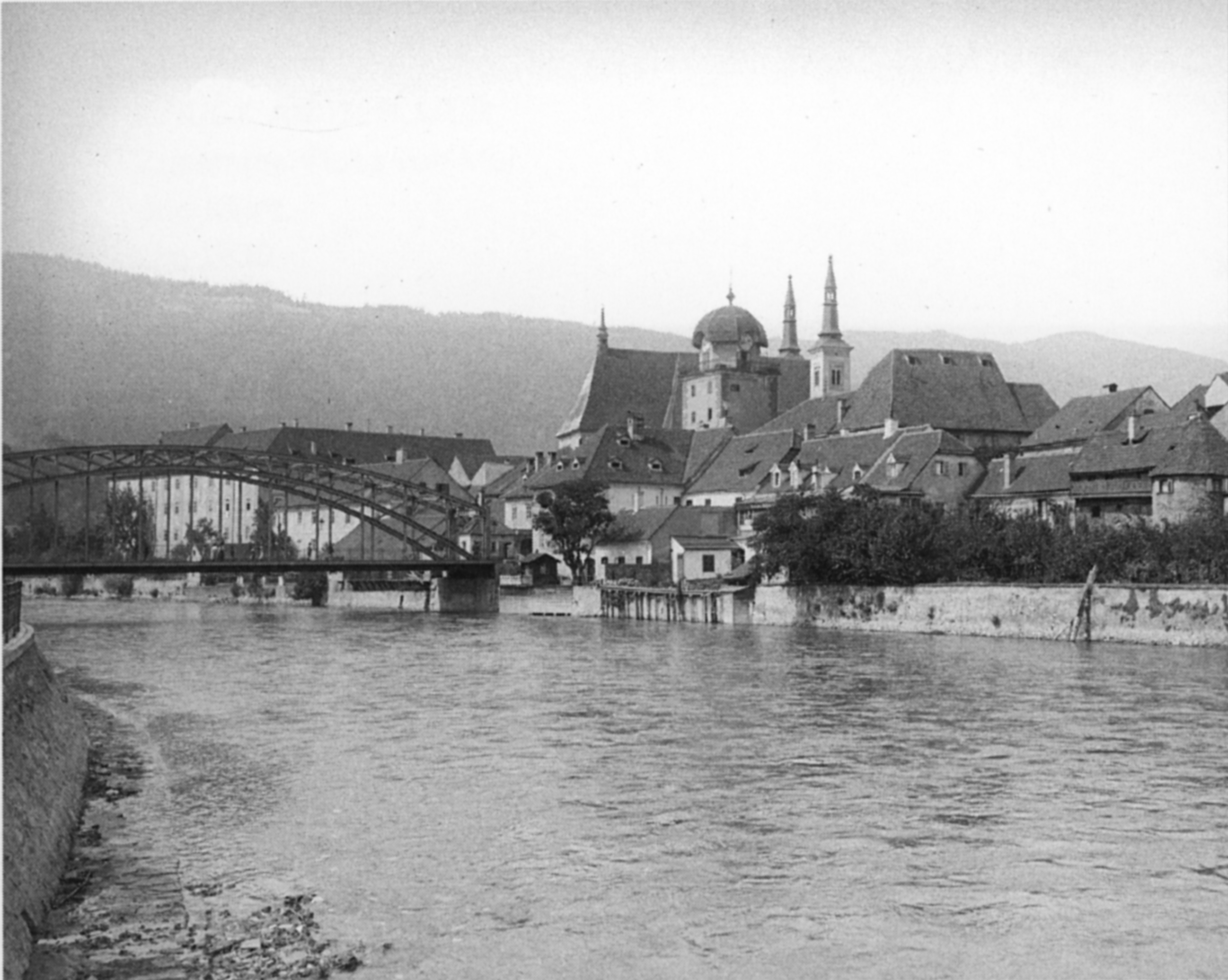
Leoben – Blick über die Mur – um 1912

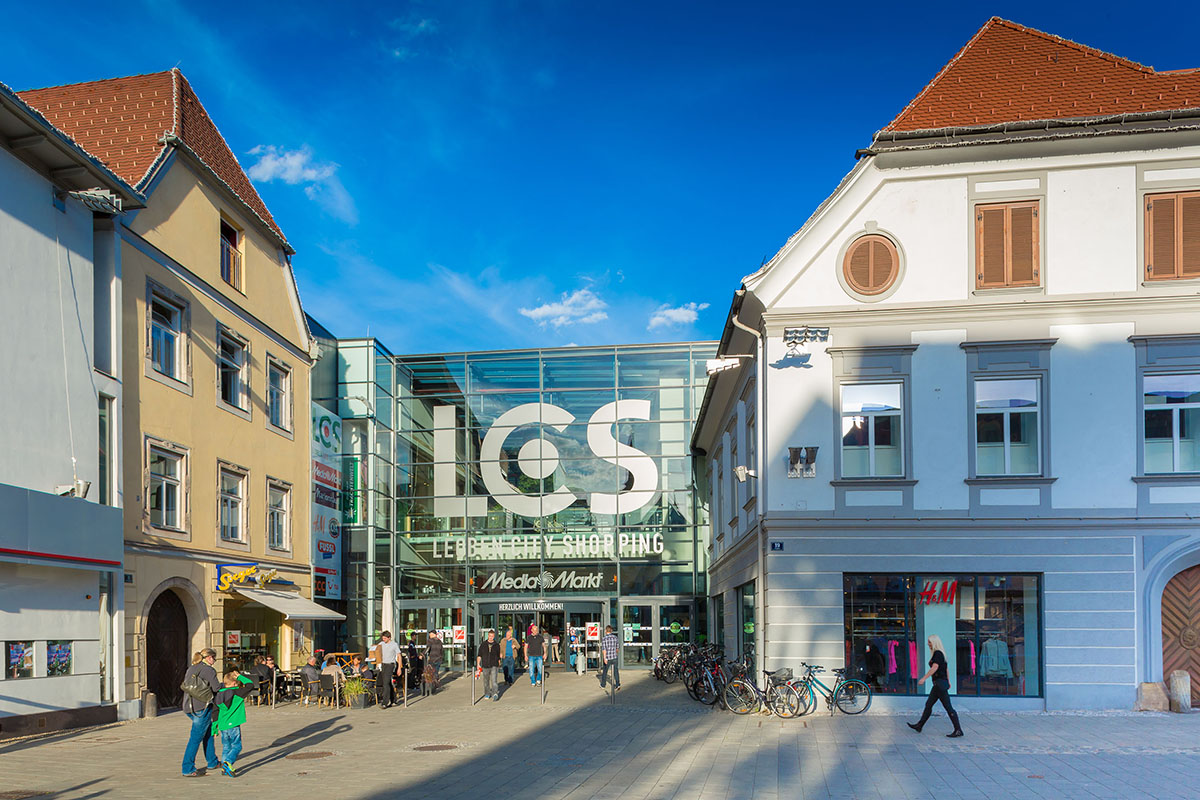
Einkaufszentrum Leoben City Shopping

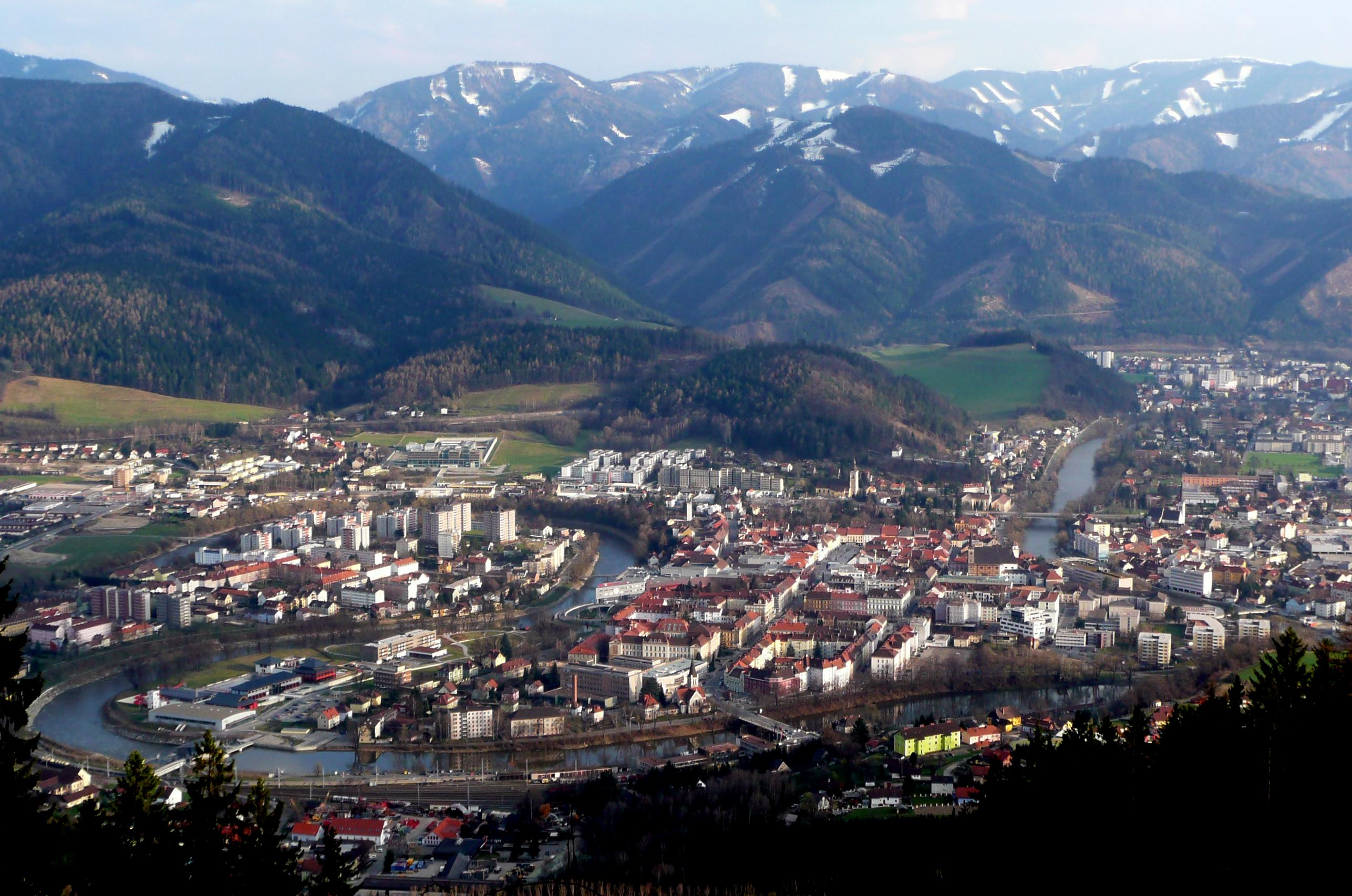
Leoben 2009

Bei der Arbeitsstättenzählung der Statistik Austria mit Stichtag 31. Oktober 2021 wurden in Leoben 1 559 Arbeitsstätten (darunter elf mit mehr als 100 und 7 mit mehr als 500 Beschäftigten) mit insgesamt 17.986 Beschäftigten gezählt.

### Ansässige Unternehmen
- Brauerei Göss: Die 1459 erstmals erwähnte Brauerei wurde 1860 vom galizischen Braumeister Max Kober erworben und ausgebaut, sodass sie bald zur drittgrößten Brauerei des Landes wurde (1929: 420.000 hl Ausstoß). Heute ist sie Mitglied der Brau Union Österreich AG und produziert jährlich mehr als eine Million Hektoliter Bier.
- Hüttenwerk Donawitz der Voestalpine AG: rund 2300 Beschäftigte, Produktion von Eisenbahnschienen und Walzdraht. Das Werk Donawitz ist ein modernes LD-Kompaktstahlwerk. Mit dem Linz-Donawitz-Verfahren (kurz LD-Verfahren), das in Linz und Donawitz von der Voestalpine entwickelt wurde, werden weltweit 80 Prozent des Stahls hergestellt. Im Werk Donawitz werden im Jahr aus Roheisen und Schrott 1,8 Millionen Tonnen Stahl erzeugt. Aus diesem Stahl werden unter anderem im Walzwerk Eisenbahnschienen hergestellt. Das Werk Donawitz ist die größte Schienenfabrik Europas, die auch die mit bis zu 120 Metern längsten Schienen der Welt anfertigt. Die Werkshallen für die Stahldrahterzeugung befinden sich im angrenzenden Ort Sankt Peter-Freienstein.
- Österreichische Novopan Holzindustrie: Holzspanplattenwerk in Leoben-Göss, gegründet 1951 von Franz Mayr-Melnhof. Dieses Werk wurde im Februar 2010 aufgrund der Wirtschaftskrise geschlossen.
- AT&S (Austria Technologie und Systemtechnik AG): Das 1984 gegründete, weltweit tätige Leiterplattenwerk hat seinen Stammsitz in Leoben-Hinterberg.
- Mayr-Melnhof Holz GmbH: Sägewerk und Holzgroßhandel
- Knapp Systemintegration GmbH: Logistiksoftware und Integrationslösungen
- RHI Technologiezentrum Leoben
- Leoben City Shopping: Einkaufszentrum in der Leobener Innenstadt

### Justiz
In Leoben befindet sich das Justizzentrum Leoben sowie das Bezirks- und Landesgericht Leoben.

### Sicherheitsbehörde
Als Sicherheitsbehörde für die Stadt fungiert die Landespolizeidirektion Steiermark über ihre Außenstelle, das Polizeikommissariat Leoben. Leoben ist damit, neben Schwechat, die einzige Nicht-Statutarstadt, deren Sicherheitsverwaltung von der Landespolizeidirektion besorgt wird. Der LPD beigegeben als Dienststelle des Wachkörpers für das Stadt- und Bezirksgebiet ist das Stadt- und Bezirkspolizeikommando Leoben, welches in der Stadt über zwei Polizeiinspektionen und eine Verkehrsinspektion verfügt. Da die Sicherheitsverwaltung nicht durch die Bezirkshauptmannschaft besorgt wird, hat Leoben das vom restlichen Bezirk abweichende Kennzeichenkürzel LE.

### Montanbehörde

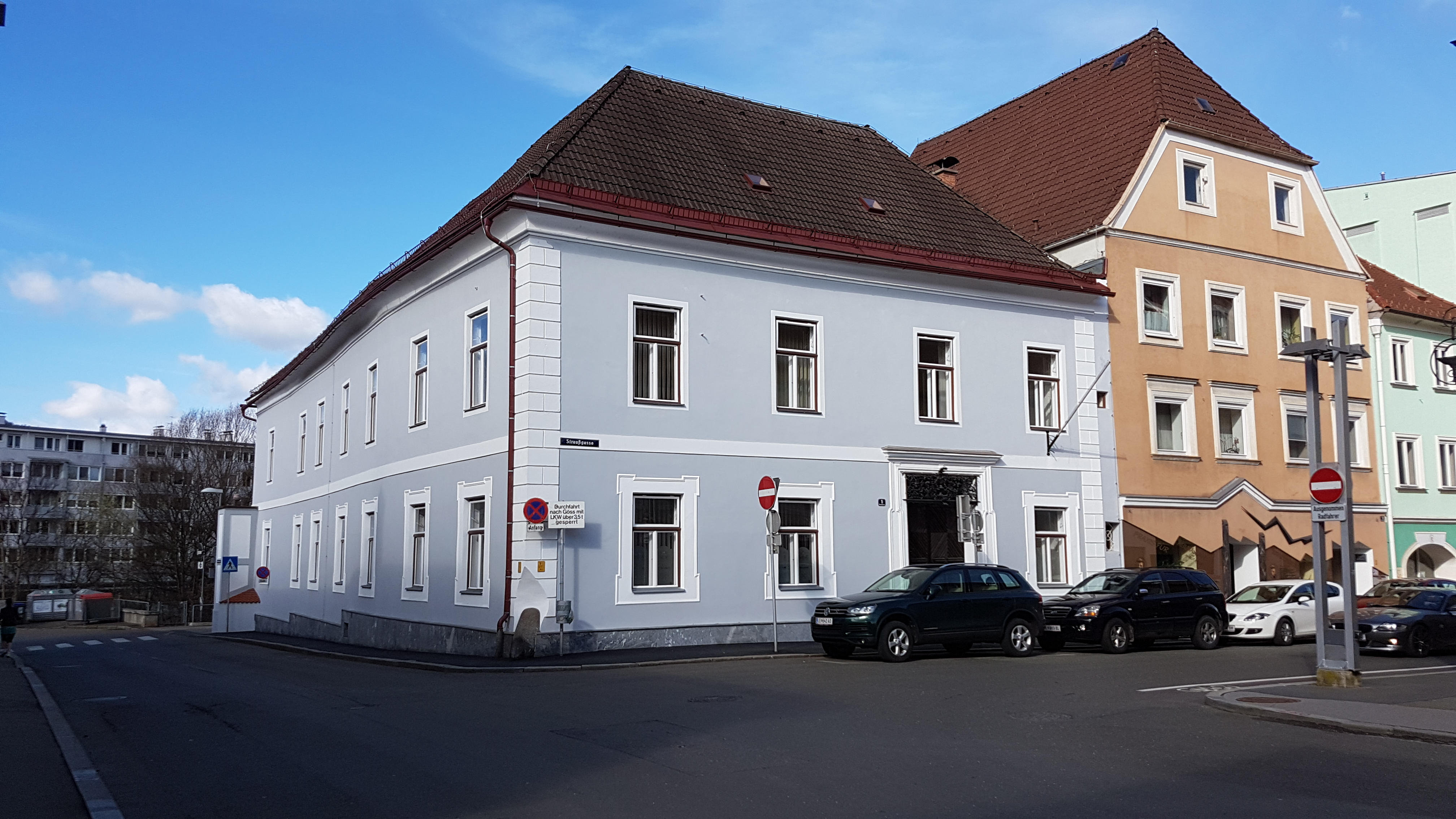
Leobener Außenstelle der Montanbehörde Süd (ehemals Berghauptmannschaft Leoben)

Leoben war von 1854 bis zu deren Auflösung im Jahr 1999 Sitz der Berghauptmannschaft Leoben. Deren Agenden wurden der zunächst dem Bundesministerium für Nachhaltigkeit und Tourismus und später dem Finanzministerium unterstellten Montanbehörde Süd übertragen, die eine Außenstelle in Leoben unterhält.

### Medien
In Leoben ist das Lokalradio Grün Weiß (Firmenbezeichnung Radio – TV Grün Weiß BetriebsGmbH Nfg. KG) beheimatet. Die Kleine Zeitung betreibt eine Lokalredaktion mit Standort am Leobener Hauptplatz. Auch MeinBezirk betreibt eine Lokalredaktion in Leoben, die sich in der Nähe des „Schwammerlturms“ befindet. Außerdem ist der Regionalsender HiWay TV unter anderem in Leoben tätig.

### Bildung

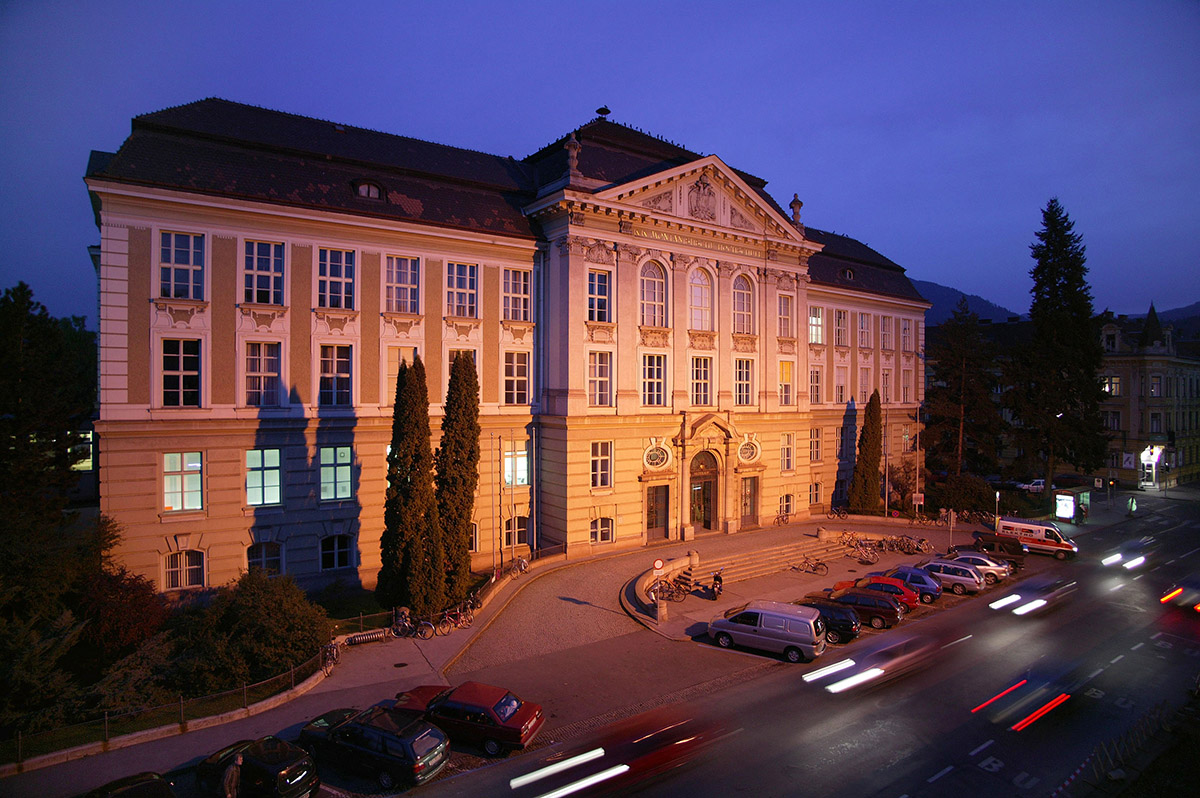
Hauptgebäude der Leobener Montanuniversität

- Montanuniversität Leoben: Leoben beherbergt mit der Montanuniversität eine der Hauptausbildungsstätten Europas für Hüttenwesen (Metallurgie) und andere montanistische Studien wie Bergbau, Montanmaschinenwesen, Werkstoffwissenschaften und Erdölwesen. Darüber hinaus haben sich am Campus der Montanuniversität Leoben mit dem PCCL – Polymer Competence Center Leoben sowie dem Materials Center Leoben auch namhafte Forschungsgesellschaften im Werkstoff- und Kunststoffbereich angesiedelt.
- HTL-Leoben: Neben der Universität gibt es noch die Höhere Technische Lehranstalt (HTL)-Leoben, die den Grundstock für angehende Metallurgen legt. Sie ist mit ihren Ausbildungszweigen Maschineningenieurwesen-Metallurgie, Wirtschaftsingenieurwesen-Logistik und seit Herbst 2013 auch Rohstofftechnikingenieurswesen einzigartig in Österreich.
- NMS Leoben-Stadt (früher BIHS): Mit über 300 Schülerinnen die größte NMS in der Region. Aufgrund ihrer Schulentwicklungsarbeit, für den das Land Steiermark der Schule den Pädagogischen Panther verlieh, gilt die NMS Leoben-Stadt als sehr innovativ. Viele Konzepte, die heute Kernbereiche der NMS-Schulentwicklung sind, werden und wurden hier entwickelt, erprobt und umgesetzt. Seit Jahren wird hier vernetzt mit regionalen Firmen und überregionalen Bildungseinrichtungen gearbeitet. Ein Science-Schwerpunkt (zusätzliche Experimentierstunden in BU, PH, CH) der mit der Prüfung „Junior Master of Science“ abschließt, wurde hier entwickelt. Als zweite lebende Fremdsprache wird Französisch angeboten. Österreichweit bekannt durch „das Buch des Guten“, das sich ausschließlich auf die positiven Seiten der Schüler konzentriert und diese öffentlich macht.
- Europa Hauptschule Leoben: Die Schwerpunkte der im Stadtteil Donawitz befindlichen Europa Hauptschule sind EDV und Technik. Ein von der Europäischen Union gefördertes Projekt ermöglicht die Partnerschaft mit der schwedischen Karlbergsskolan in Karlskoga, mit der dänischen „Vester Mariendal Skole“ in Aalborg und mit der norwegischen „Kråkerøy Ungdomsskole“ in Fredrikstad. Seit Oktober 2007 gilt die Europa Hauptschule Leoben als beste Hauptschule in Österreich und erreichte bei einem landesweiten Ranking der Haupt- und Mittelschulen den zweiten Platz.
- Altes Gymnasium Leoben: Das alte Gymnasium Leoben (auch BG/BRG Leoben Alt, BG/BRG Leoben 1) befindet sich im Stadtteil Waasen und besteht seit dem 19. Jahrhundert. Es gibt einen realistischen, einen musischen Schwerpunkt und in den ersten vier Klassen auch einen ohne Schwerpunkt. Nach der 4. Klasse kann zwischen Latein, Spanisch und Italienisch, bzw. mit oder ohne IKT gewählt werden. Weiters wird das Freifach Robotik und das Freifach Videoteam angeboten. Zur Schule gehört eine Tagesheimschule mit Nachmittagsbetreuung. 2018/2019 forschende Schüler stützten die Verlegung von Stolpersteinen.[21]
- Europagymnasium Leoben: Das unmittelbar neben dem alten Gymnasium befindliche Europagymnasium Leoben (früher BG/BRG Leoben Neu) ist österreichische UNESCO-Projektschule und besteht seit 1977. Ab der 3. Klasse entscheiden sich die Schüler für eine naturwissenschaftliche oder eine sprachliche Ausrichtung, wobei eine endgültige Festlegung erst in der Oberstufe erfolgt. Nach der Genehmigung durch den Landesschulrat für Steiermark ist das Europagymnasium die erste höhere Schule der Stadt, für deren Schüler die durch die Autonomie erworbenen besonderen Qualifikationen auch in den Zeugnissen aufscheinen. Im naturwissenschaftlichen Bereich wurde die Schule Physikweltmeister (AYPT) im Team. Im Bereich der kulturellen Bildung unterrichten mit dem Maler und Bildhauer Herbert Lerchegger (Bildende Kunst) und dem Schriftsteller Günther Freitag (Literatur) zwei Träger des Kulturpreises der Stadt Leoben. Auch hier besteht die Möglichkeit einer Nachmittagsbetreuung.
- BORG Leoben: Seit dem Schuljahr 2011/12 besteht (als Abspaltung vom BORG Eisenerz) in Leoben in enger Kooperation mit dem Europagymnasium Leoben ein Bundes-Oberstufen-Realgymnasium mit zwei Zweigen: Sportzweig und Kreativzweig mit künstlerischem Schwerpunkt.
- HLW (Höhere Bundeslehranstalt) und HASCH (Handelsschule): In Donawitz befinden sich eine HLW für wirtschaftliche Berufe mit den Ausbildungszweigen MBIZ (Modern Business), KOMD (Kommunikation und Mediendesign), GERN (Gesundheit und Ernährung) und WiFa (Wirtschaftliche Fachschule)[22] sowie bis 2011 eine Handelsschule. Seit dem Schuljahr 2011/12 ist letztere geschlossen.
- Volksschule Leoben-Donawitz (Pestalozzi)
- Volksschule Leoben-Stadt
- Volksschule Leoben-Göss
- Volksschule Leoben-Leitendorf
- Volksschule Leoben-Seegraben
- ABC-Privatschule (Privatschule)
- Kinderschule Taptana (Privatschule bis zur 9. Schulstufe)

### Gesundheit und Soziales

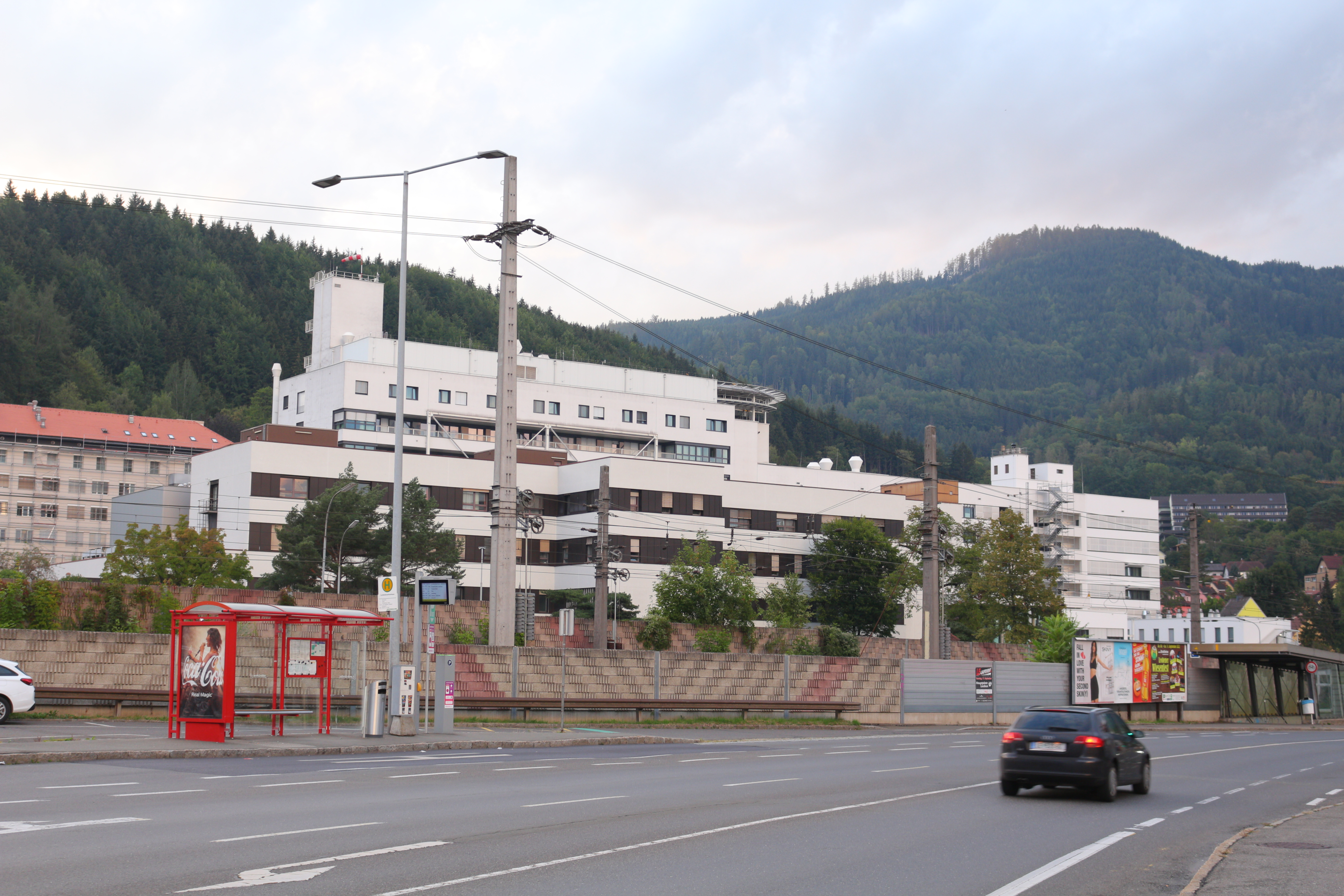
LKH Leoben

- Krankenhaus: Der Standort Leoben des LKH Hochsteiermark bietet Abteilungen für Anästhesie, Chirurgie, Frauenheilkunde und Geburtshilfe, Hals-, Nasen-, Ohrenkrankheiten, Innere Medizin, Kinder- und Jugendheilkunde, Kinder- und Jugendpsychiatrie, Lungenkrankheiten, Pathologie und Urologie.
- Ärzte: Neben Allgemeinmedizinern gibt es in Leoben Fachärzte für Urologie, Zahnmedizin, Lungenheilkunde und HNO, Chirurgie und Orthopädie, Augenheilkunde und Dermatologie, Radiologie, Innere Medizin, Neurologie und Psychiatrie, Gynäkologie und Tiermedizin.
- Pflege: Für die Pflege alter Menschen gibt es das Senioren- und Pflegewohnhaus der Caritas Steiermark[23], das Seniorenzentrum Pestalozzistraße der Volkshilfe sowie unter privater Führung das Seniorenpflegeheim Kaiser und die Seniorenresidenz Steinkellner.[24]

### Verkehr

#### Eisenbahn
An der Bahnstrecke Bruck an der Mur–Leoben gelegen, ist der Bahnhof Leoben Hauptbahnhof eine wichtige Drehscheibe für den Eisenbahnverkehr. Hier zweigt die Erzbergbahn nach Hieflau ab, die im Personenverkehr aber nicht mehr regulär verkehrt.
Leoben Hauptbahnhof ist Systemhalt der Railjet-Linien Wien–Villach, der Eurocity- und Euronight-Linien Graz–Zürich und der Intercity-Linie Graz–Bischofshofen–Salzburg/Innsbruck sowie Graz–Linz. Allerdings sollen ab dem Jahr 2026 die Fernzüge Wien–Villach über die Koralmbahn geführt werden und somit nicht mehr nach Leoben kommen.
Der Ende 2021 eröffnete Bahnhof Leoben Lerchenfeld bindet den Stadtteil Lerchenfeld an die S-Bahn S8 an.

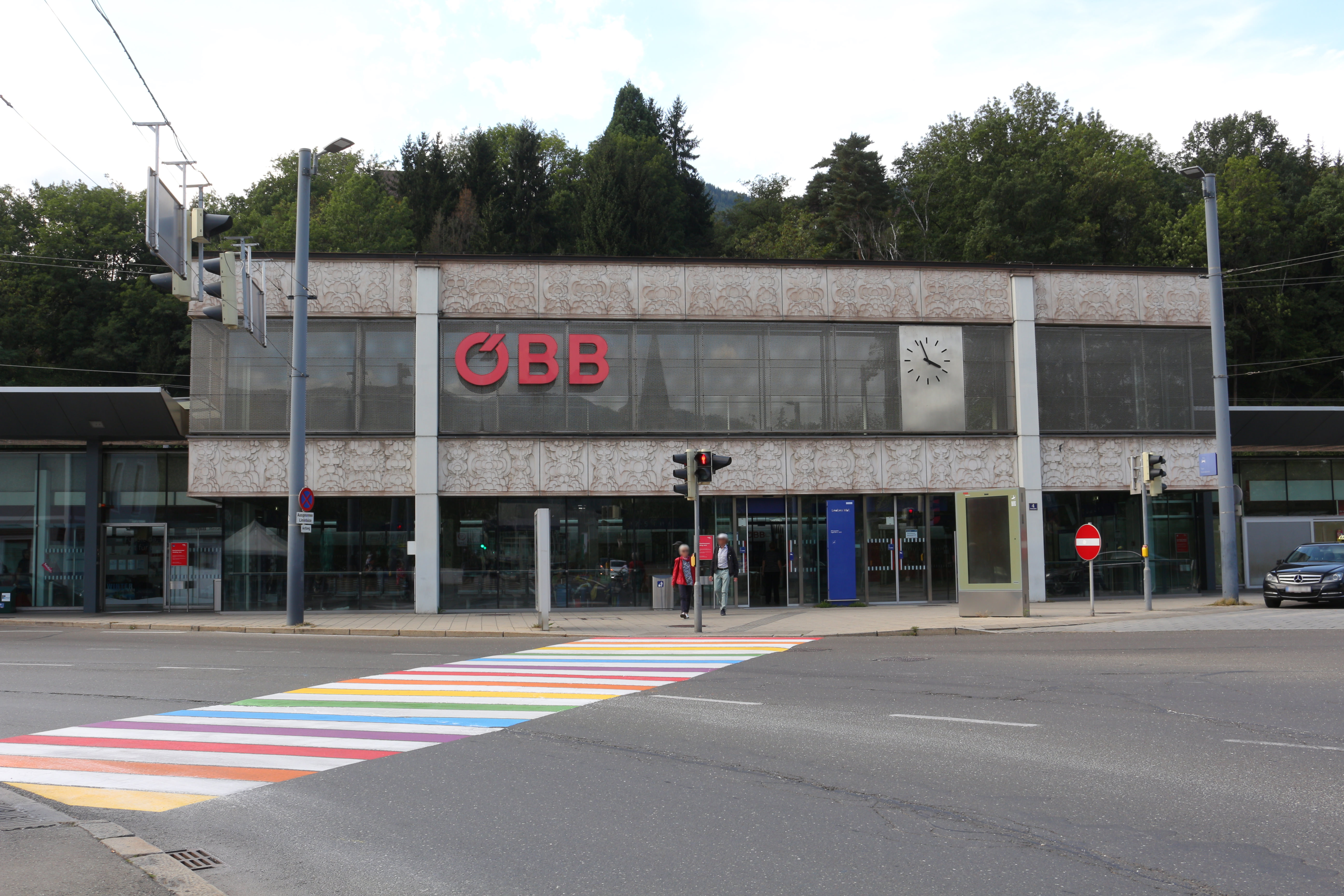
Außenansicht Leoben Hauptbahnhof
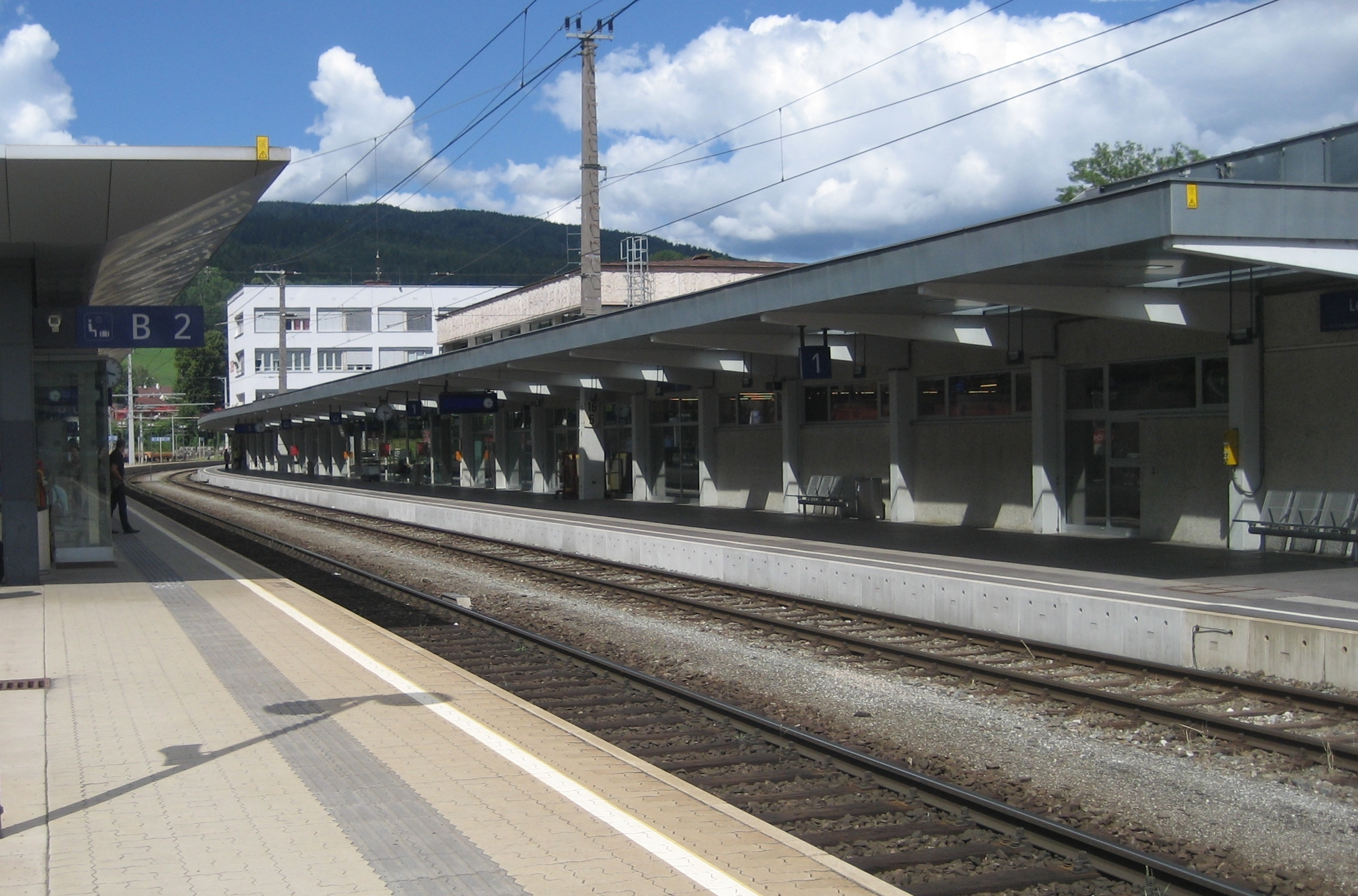
Gleisbereich Leoben Hauptbahnhof
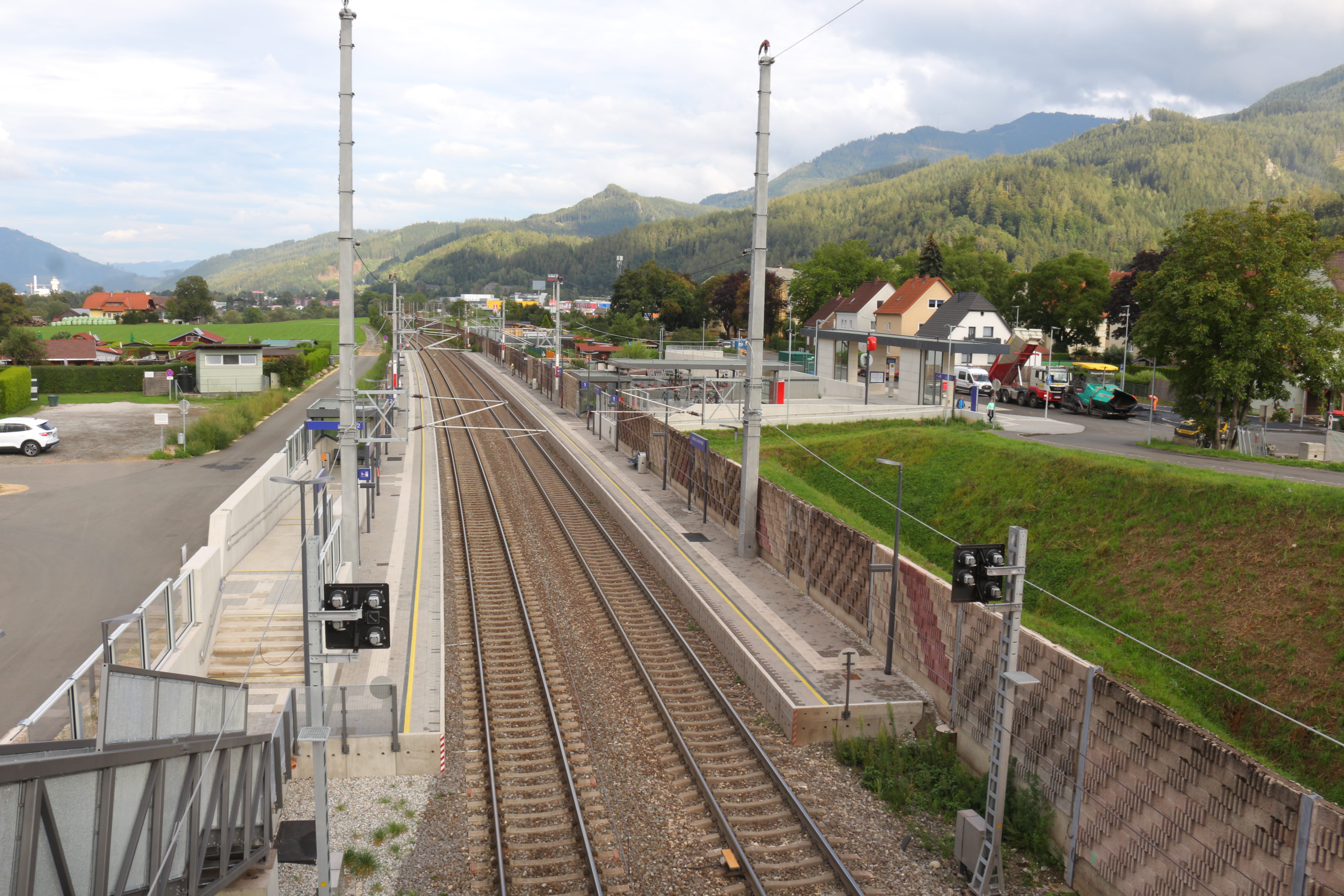
Leoben Lerchenfeld

#### Straße
Leoben liegt an der Semmering Schnellstraße S 6 sowie an der Leobener Straße B 116 und ist über die wenige Kilometer lange B 115a mit der Eisenstraße B 115 verbunden.

#### Nahverkehr
Zwischen 1949 und 1973 deckte der Oberleitungsbus Leoben die Hauptlinien des innerstädtischen Verkehrs ab; er wurde durch Omnibusse ersetzt.

## Politik

### Gemeindevertretung
- KPÖ: 3
- SPÖ: 13
- GRÜNE: 1
- ÖVP: 5
- FPÖ: 7
- Parteiunabhängige Bürgerliste: 2

Als Industriestadt ist Leoben traditionell sozialdemokratisch dominiert. Nach der Gemeinderatswahl vom 23. März 2025 stellt die SPÖ die stärkste Fraktion im Gemeinderat und mit Kurt Wallner den Bürgermeister. Die bis dahin gehaltene absolute Mehrheit im Gemeinderat ging jedoch verloren.
Vizebürgermeister sind Birgit Sandler (SPÖ) und Florian Wernbacher (FPÖ). Neben dem Bürgermeister und den Vizebürgermeistern gehören Willibald Mautner (SPÖ), Walter Reiter (Bürgerliste Walter Reiter), Gerd Krusche (FPÖ) und Reinhard Lerchbammer (ÖVP) dem siebenköpfigen Stadtrat an.
Im Gemeinderat sind sechs Fraktionen vertreten:
- Sozialdemokratische Partei Österreichs (SPÖ): 13
- Freiheitliche Partei Österreichs (FPÖ): 7
- Österreichische Volkspartei (ÖVP): 5
- Kommunistische Partei Österreichs (KPÖ): 3
- Parteiunabhängige Bürgerliste Reiter Walter: 2
- GRÜNE: 1

### Bürgermeister
- 1935 bis 1938: Anton Kolmayr
- 1938 bis 1939: Josef Gogg
- 1939 bis 1945: Anton Wolfbauer, Amtsbürgermeister
- 1946 bis 1965: Gottfried Heindler
- 1965 bis 1985: Leopold Posch
- 1985 bis 1994: Reinhold Benedek
- 1994 bis 2014: Matthias Konrad
- 2014 bis dato: Kurt Wallner

### Wappen und Flagge

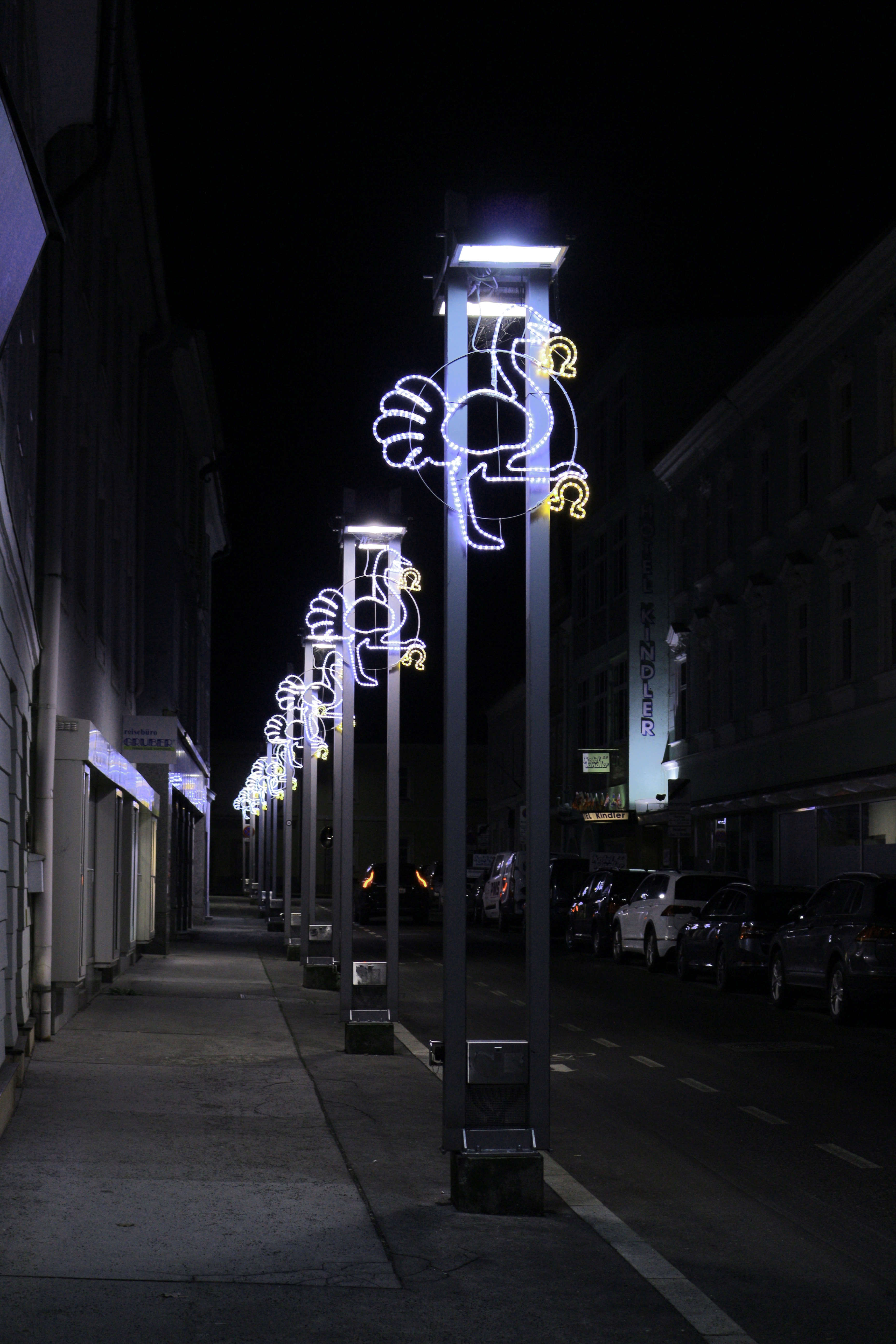
Das Wappentier als Motiv zur Weihnachtsbeleuchtung in der Leobner Straußgasse

Das Wappen von Leoben ist bereits seit dem Mittelalter in Verwendung und geht auf Legenden vom „Eisen fressenden Strauß“ zurück. Man dachte, dass der Strauß ein eisenfressendes Tier sei. Da Leoben zu dieser Zeit für Eisen und Stahl bekannt war, wurde er ins Wappen aufgenommen. Die älteste Darstellung des Stadtwappens findet sich auf dem Siegel einer Urkunde aus dem Jahr 1298.
Das Gemeindewappen wurde mit Verlautbarung der Steiermärkischen Landesregierung vom 24. Mai 2018 mit Wirkung vom 10. Juni 2018 wiederverliehen.
Die neue Blasonierung (Wappenbeschreibung) lautet:
„In rotem Schild ein silberner Strauß, im Schnabel und im angewinkelten rechten Ständer je ein silbernes Hufeisen haltend.“
Die Stadtflagge hat zwei Streifen in den Farben Weiß-Rot mit dem Wappen.

### Städtepartnerschaft
1994 schloss Leoben eine Städtepartnerschaft mit der chinesischen Millionenstadt Xuzhou. Der chinesische Torbogen im Augarten ist ein Geschenk der Partnerstadt. Die Zusammenarbeit erstreckt sich auf Bereiche wie Studentenaustausch, den gegenseitigen Besuch von Delegationen und einen gemeinsamen Auftritt bei der Expo 2010 in Shanghai. Der Botschafter der Volksrepublik China in Österreich, Zhao Bin, besuchte Leoben im Jahr 2016. Für die ethnologische Ausstellung „China – Verborgene Schätze“ (1998) in der Kunsthalle Leoben stellte Xuzhou viele Exponate zur Verfügung.

## Persönlichkeiten

### Ehrenbürger
- Eduard Hübl von Stollenbach (1806–1884), Berghauptmann und Oberbergrat[33]
- Peter Tunner (1809–1897), Bergbaupionier[34]
- 1865: Josef von Waser (1811–1899), Oberstaatsanwalt und Abgeordneter zum Österreichischen Abgeordnetenhaus[35]
- 1877: August Kolmeyer (1825–1878), Statthaltereirat und Bezirkshauptmann von Leoben[36][37]
- Alfred Braunhofer von Braunhof († 1904), Sektionschef und Bezirkshauptmann von Leoben[38]
- Ignaz Buchmüller († 1908), Politiker
- Max Wickenburg (1857–1918), Beamter und Politiker[39]
- Ernst Seidler von Feuchtenegg (1862–1931), Jurist, Hochschullehrer und Politiker[40]
- 1893: Josef Alfred Heilsberg (1830–1894), Gutsbesitzer, Arzt und Politiker[41]
- 1893: Franz Lorber (1846–1930), Montanist, Hochschullehrer und Politiker
- 1916: Emil Homann (1862–1945), Verwaltungsbeamter und Politiker[42]
- 1936: Eugen Netoliczka-Baldershofen, Politiker (Regierungskommissär)[43]
- 1950: Max Enserer (1870–1951), Politiker[44]
- 1950: Josef Heißl (1874–1950), Eisenbahner, Gewerkschafter und Politiker[44]
- 1950: Leopold Renner (1870–19??), Arzt[44]
- 1950: Franz Petzold (1862–1952), Buchbinder und Feuerwehrmann[44][45]
- um 1954: Josef Freudenthaler (1874–1955), Schullehrer, -direktor, Historiker und Autor[46] (Aberkennung: 2018)[47]
- 1978: Johann Fellinger (1913–1988), Politiker
- 1978: Edmund Kaiba (1908–1981), Politiker, Bergarbeiter und Sozialreformer
- 1984: Leopold Posch (1914–1989), Politiker
- 1994: Reinhold Benedek (1928–2020), Politiker
- 1994: Johann Kirner (1923–2016), Politiker
- 1994: Leopoldine Pohl (1924–1996), Politikerin
- 1994: Adalbert Sebastian (1919–2004), Politiker
- 1994: Matthias Wieland († 1994/95(?)), Politiker
- 1997: Peter Schachner-Blazizek (* 1942), Hochschullehrer, Politiker
- 2002: Siegfried Ussar (1933–2023), Politiker[48]
- 2008: Hannes Androsch (1938–2024), Politiker und Unternehmer
- 2013: Matthias Konrad (* 1943), Politiker
- 2018: Erich Prattes (* 1947), Politiker
- 2018: Anna Rieder (* 1943), Politikerin
- 2018: Leopold Schöggl (* 1951), Politiker[49]

### Söhne und Töchter der Stadt

#### Bis 1900

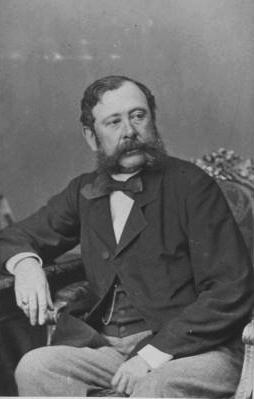
Franz Mayr von Melnhof, Industriepionier

- Adam von Lebenwaldt (1624–1696), Arzt
- Maximilian Thaddäus von Egger (1734–1805), Eisenindustrieller und Gewerke
- Franz Mayr (1779–1847), Industrieller
- Franz Freiherr Mayr von Melnhof (1810–1889), Industriepionier
- Karl Peintinger (1811–1869), Verwalter und Politiker
- Johann Breidler (1828–1913), Botaniker (Bryologe) und Architekt
- Anton Buchmüller (1847–1924), Arzt und Abgeordneter zum Österreichischen Abgeordnetenhaus
- Franz Freiherr Mayr von Melnhof (1854–1893), Industrieller
- Placidus Bliemetzrieder (1867–1935), Geistlicher, Kirchenhistoriker und Bibliothekar
- Friedrich Böck (1876–1958), Chemiker und Hochschullehrer
- Norbert Krebs (1876–1947), Geograph
- Wilhelm Gösser (1881–1966), Bildhauer, im Stadtteil Mühltal geboren
- Anton Haiden (1886–1966), Ingenieur, Beamter, Hofrat
- Fritz Knaus (1888–1945), NS-Politiker (Bezirkshauptmann, Oberbürgermeister von Marburg)
- Josef Egger (1889–1966), Schauspieler
- Alois Maier-Kaibitsch (1891–1958), NSDAP-Funktionär in Kärnten, Kriegsverbrecher
- Arthur von Schwertführer (1891–1967), Fotograf und Kameramann
- Gustav Hackl (1892–1962), Schriftsteller und Primararzt
- Josef Oberegger (1896–1969), Hütteningenieur und Politiker
- Maximilian E. Obermayer (1896–1982), österreichisch-US-amerikanischer Dermatologe und Hochschullehrer

#### 1901 bis 1950
- Rudolf List (1901–1979), Schriftsteller und Journalist
- Jürgen Spanuth (1907–1998), Altphilologe, evangelischer Pfarrer in Nordfriesland und Atlantis-Forscher
- Alois Pisnik (1911–2004), aus Österreich stammender DDR-Politiker
- Richard Hochreiner (1913–1991), SA-Offizier, FPÖ-Politiker
- Berta Liebmann (1913–2005), Mundartdichterin und Schriftstellerin
- Wilhelm Letonja (1915–1942), Deserteur und NS-Opfer
- Jörg Kandutsch (1920–1990), Abgeordneter zum Nationalrat, Abgeordneter zum Landtag und Präsident des Rechnungshofes
- Emmerich Donau (1922–2007), Architekt
- Charlotte E. Schedl (1923–2012), Zoologin und Holzschutzforscherin, geboren in Schladnitz
- Leopoldine Pohl (1924–1996), Politikerin (SPÖ)
- Rüdiger Seitz (1927–1991), Komponist und Musikpädagoge
- Anton Nigl (* 1928), Gewerkschaftssekretär und Politiker (ÖVP), Bundesrat und Bundesratspräsident
- Franz Josef Schnitzer (1928–2006), Mathematiker
- Josef Schantl (1929–2023), Politiker (SPÖ), Kärntner Landtagspräsident
- Egmont Lüftner (1931–2009), Musikmanager
- Ernst Luther (1932–2024), deutscher Medizinethiker
- Peter H. Fürst (1933–2018), Fotograf
- Franz Kollmann (1935–2010), Unternehmer und Politiker
- Egon Kapellari (* 1936), römisch-katholischer Bischof
- Stefan Größing (* 1937), Sportpädagoge
- Ewald Oberleitner (* 1937), Jazzmusiker
- Ralf Egger (1938–2018), Maler
- Dieter Gogg (1938–2000), Kabarettist, Komponist, Schriftsteller, Chansonnier, Drehbuch- und Hörfunkautor
- Karl Acham (* 1939), Soziologe, Philosoph und Wissenschaftshistoriker
- Johann Götschl (* 1939), Philosoph und Wissenschaftstheoretiker
- Adolf Antrich (1940–2024), Fußballspieler
- Udo Grollitsch (* 1940), Politiker (FPÖ)
- Helmuth Grössing (* 1940), Historiker, lebt in Wien
- Ulrich Felgner (* 1941), deutscher Mathematiker und Hochschullehrer
- Günter Pusch (* 1941), Lagerstättenkundler und Hochschullehrer
- Detlev Dormeyer (* 1942), römisch-katholischer Theologe
- Heribert Aigner (1943–2015), Althistoriker
- Günther Tschif Windisch (1943–2017), Maschinenbauingenieur und Schriftsteller
- Robert Zeppel-Sperl (1944–2005), Maler
- Reinhard Rack (* 1945), Universitätsprofessor und Politiker (ÖVP)

#### 1951 bis 1975

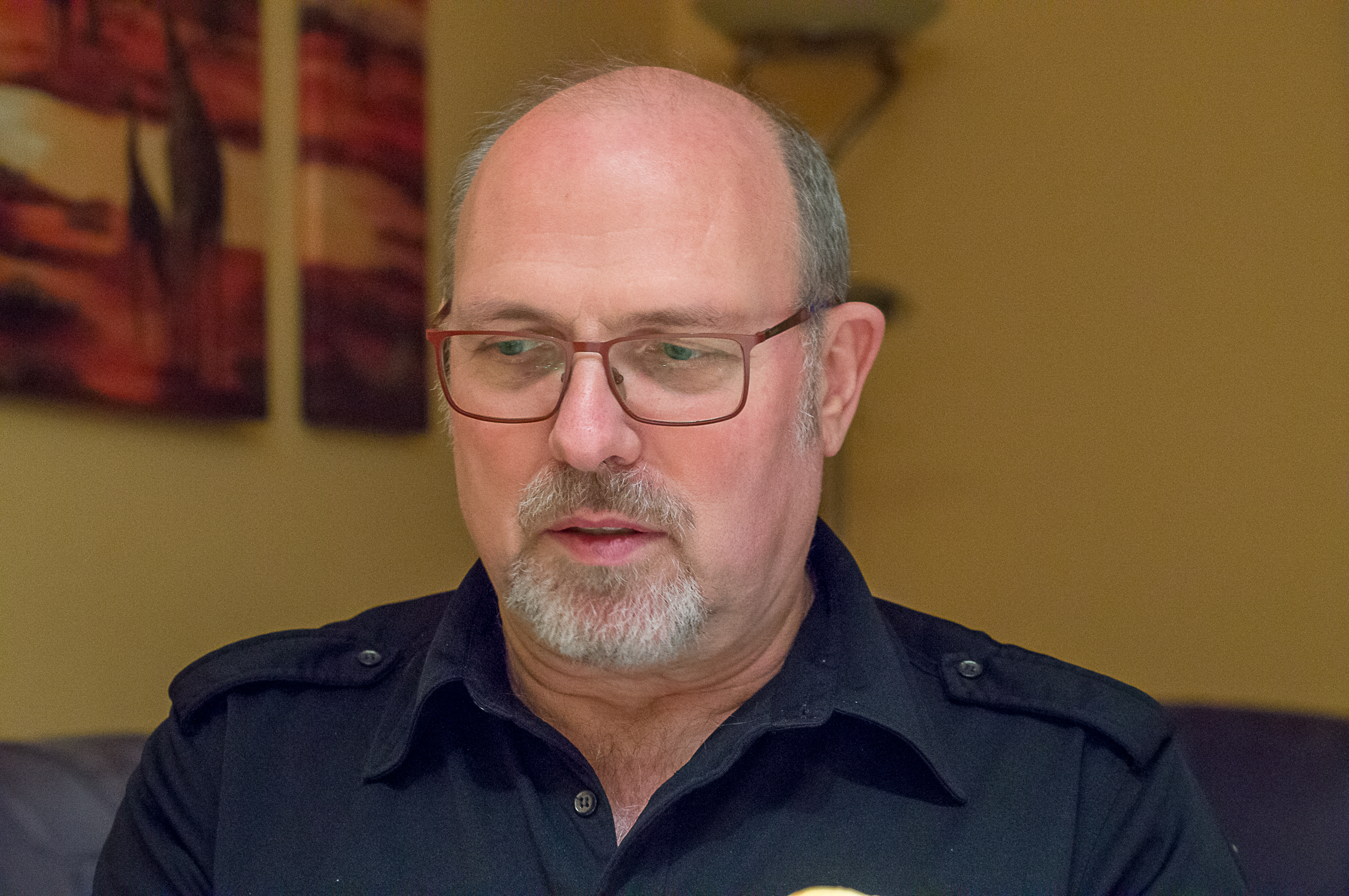
Dieter Angerer, Musiker

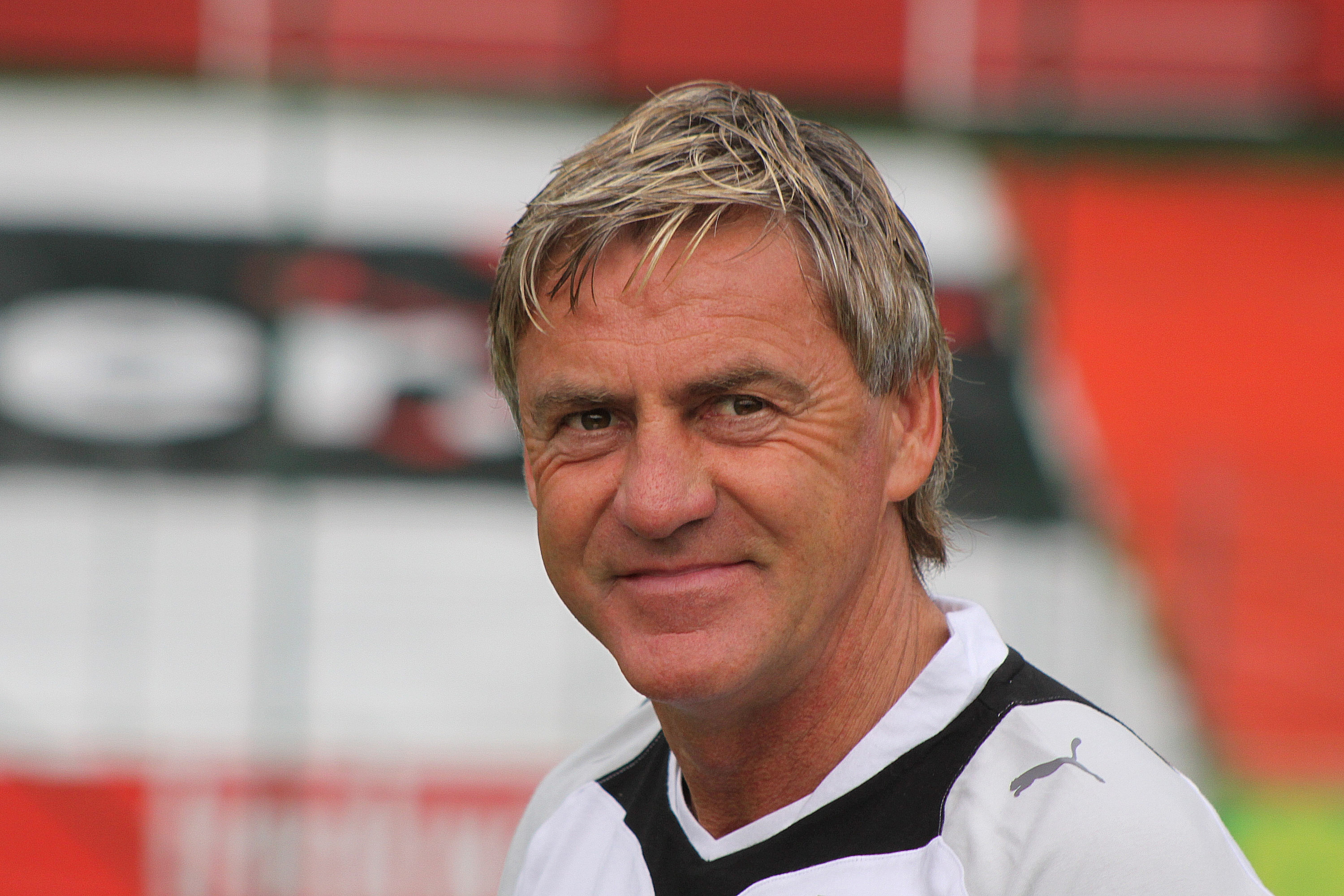
Walter Schachner, Fußballspieler

- Wilfried Morawetz (1951–2007), Botaniker und Universitätsprofessor
- Dieter Angerer (* 1952), Hornist, Komponist und Arrangeur
- Harald Gordon (* 1952), Schriftsteller
- Erik Hoffmann (* 1952), Maler des Realismus
- Andreas Mölzer (* 1952), Politiker (FPÖ) und Publizist
- Karl Berger (* 1953), Cartoonist, Comiczeichner und Grafiker
- Anton Hirschmann (1953–2019), Fußballspieler und -funktionär, sowie langjähriger Citymanager der Stadt Leoben und Tourismusmanager
- Bruno Buchmayr (1954–2021), Werkstoffwissenschaftler und emeritierter Hochschullehrer
- Michael Bünker (* 1954), Evangelischer Theologe und Bischof der Evangelischen Kirche A.B. in Österreich
- Siegfried Tittmann (1954–2017), deutscher Politiker (bis Juli 2007 DVU, seither parteilos)
- Johannes Grabmayer (* 1955), Historiker
- Franz Fazekas (* 1956), österreichischer Neurologe und Hochschullehrer
- Günther Kräuter (1956–2021), Bundesgeschäftsführer der SPÖ
- Hans-Peter Vertacnik (* 1956), Autor
- Helga Bansch (* 1957), Illustratorin und Autorin von Bilderbüchern
- Walter Grond (* 1957), Schriftsteller
- Walter Schachner (* 1957), Fußball-Nationalspieler und Fußballtrainer
- Anton Lang (* 1959), Politiker, Landeshauptmann-Stellvertreter
- Barbara Hinger (* 1960), Fremdsprachendidaktikerin, Angewandte Linguistin und Hochschullehrerin
- Roswitha Hartl (* 1962), Judoka (3. Platz Weltmeisterschaft 1987)
- Manfred Lehner (* 1963), Klassischer Archäologe
- Martin Weinek (* 1964), Theater- und Filmschauspieler
- Hannes Arch (1967–2016), Kunstflug-Pilot
- Christian Peintinger (* 1967), Fußballspieler und -trainer
- Franz Jantscher (* 1969), Arbeiterbetriebsrat und Politiker
- René Kramer (* 1969), Handballspieler und -trainer
- Markus Münzer (* 1969), Speedski-Rennläufer, Weltmeister
- Ronald Kodritsch (* 1970), Künstler
- Ingrid Marsoner (* 1970), Pianistin
- Artur R. Boelderl (* 1971), Philosoph
- Verena Graf (* 1972), Politikerin, Abgeordnete zum Landtag
- Irene Hochstetter-Lackner (* 1973), Politikerin, Abgeordnete zum Nationalrat
- Michael Ostrowski (* 1973), Schauspieler
- Bastian Zach (* 1973), Schriftsteller, Drehbuchautor und Graphic Designer
- Ursi Breidenbach (* 1975), Schriftstellerin
- René Poms (* 1975), Fußballspieler

#### 1976 bis 2000

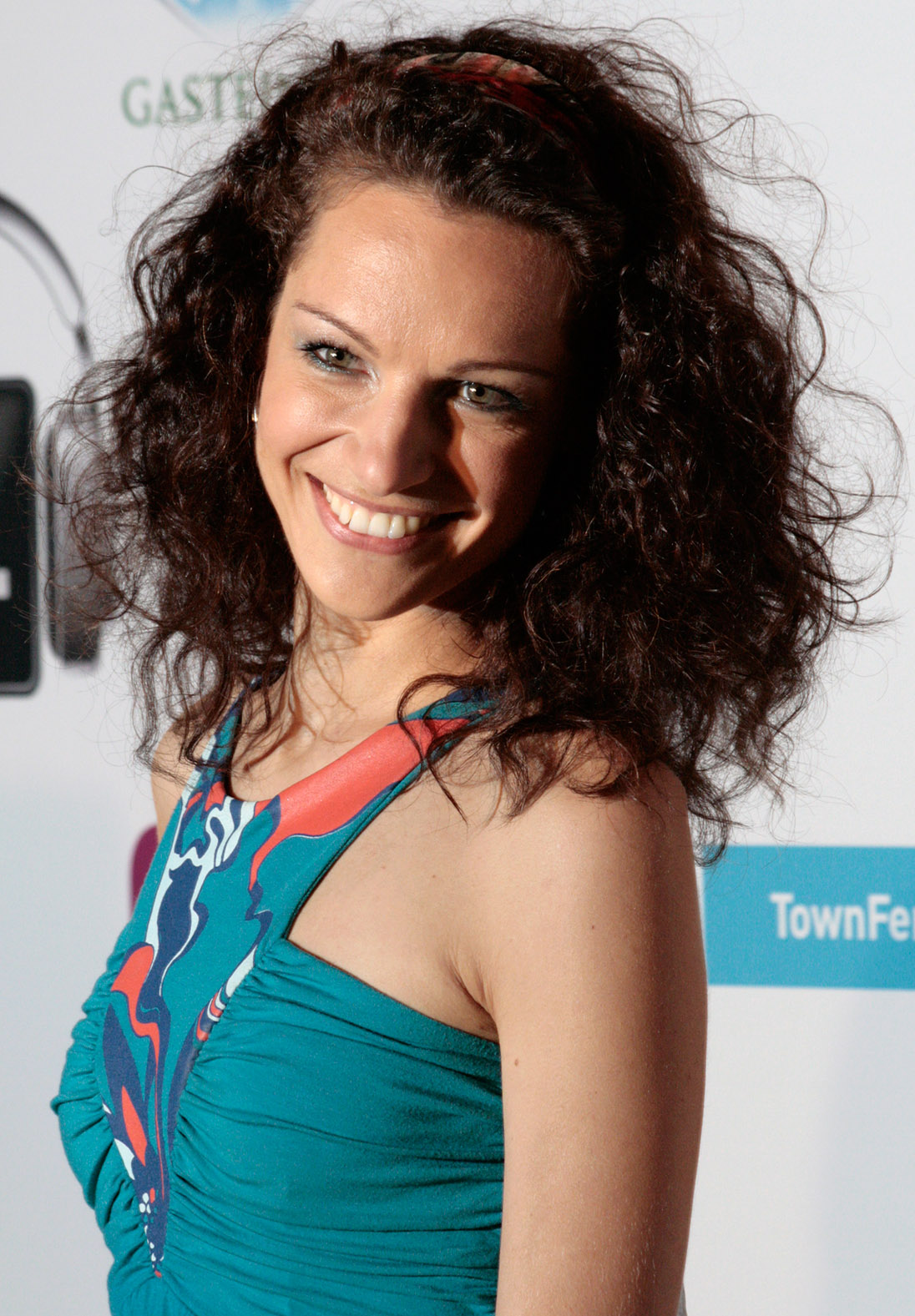
Eva K. Anderson, Sängerin und Songwriterin

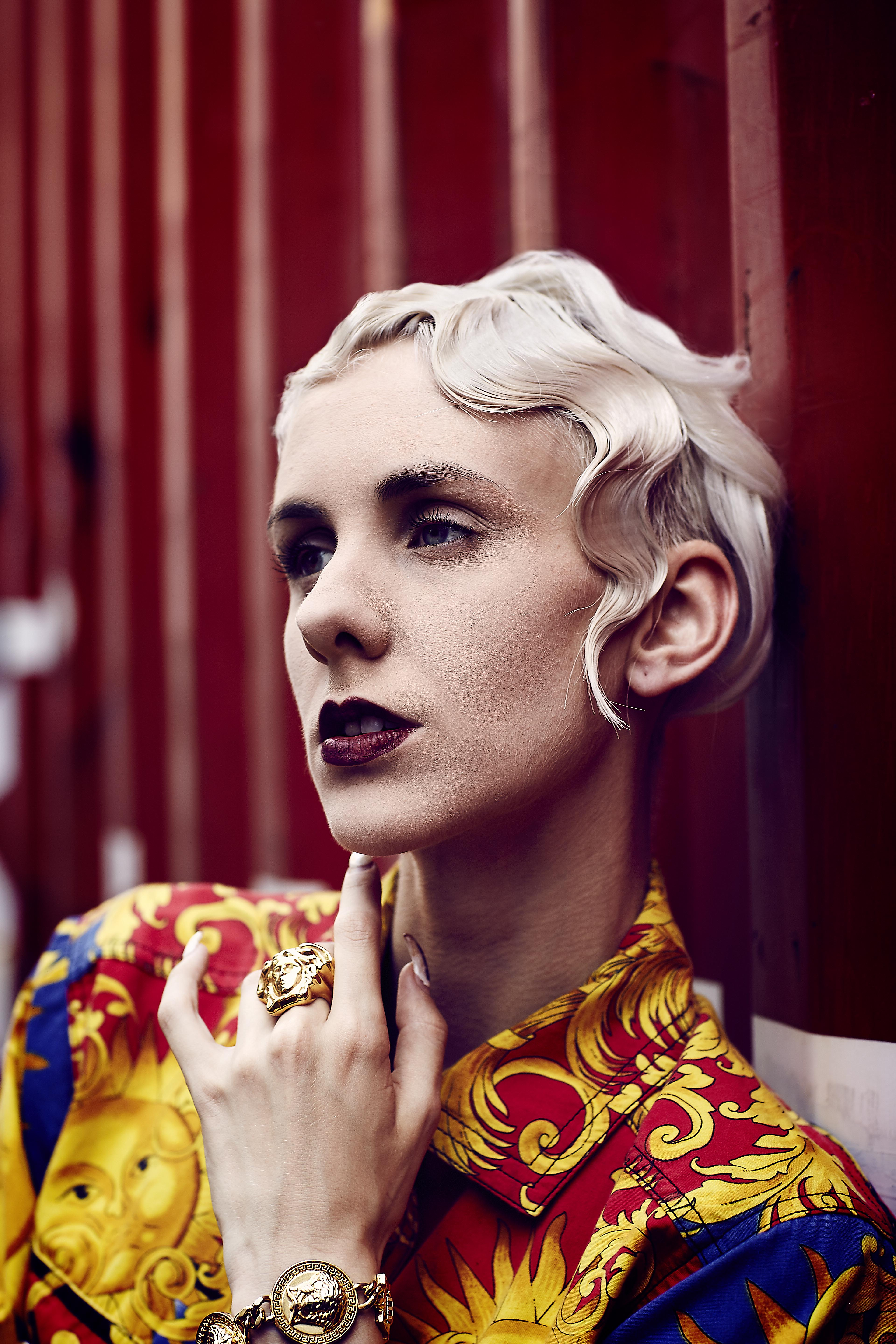
Lisa Eckhart, Kabarettistin

- Eva K. Anderson (* 1977), Singer-Songwriterin
- Johannes Schwarz (* 1977), Politiker
- Verena Flori (* 1978), Autorin
- Wolfgang Klapf (* 1978), Fußballspieler
- Nikolaus Mayr-Melnhof (* 1978), Autorennfahrer
- Gernot Plassnegger (* 1978), Fußballspieler
- Joachim Standfest (* 1980), Fußballspieler
- Bernd Windisch (* 1980), Fußballspieler
- Christian Gratzei (* 1981), Fußball-Nationalspieler
- Roland Linz (* 1981), Fußball-Nationalspieler
- Chris Raaber (* 1981), mehrfacher Catch-Wrestling-Weltmeister
- Mario Lindner (* 1982), Politiker und Gewerkschaftsfunktionär
- Bernd Reiter (* 1982), Jazzmusiker
- Martin Ehrenreich (* 1983), Fußballspieler
- Birgit Jankovic-Steiner (* 1983), Autorin, Dozentin und psychologische Beraterin
- Christian Neuper (* 1983), Fußballspieler
- Thomas Stipsits (* 1983), Kabarettist und Schauspieler
- Sandra Wollner (* 1983), Filmregisseurin und Drehbuchautorin
- Andreas Aigner (* 1984), Rallyefahrer
- Alexander Neuper (* 1984), Fußballspieler
- René Schicker (* 1984), Fußballspieler
- David Sencar (* 1984), Fußballspieler
- Roland Steiner (* 1984), Profigolfer
- Helmut Werner (* 1984), Künstlermanager und ehemaliger Reality-TV-Darsteller
- Thomas David (* 1985), Singer-Songwriter
- Martin Neuper (* 1987), Fußballspieler
- Martin Schöffmann (* 1987), Radrennfahrer
- Georg Schütky (* 1987), Regisseur für Musiktheater und Schauspiel
- Clemens Maria Schreiner (* 1989), Kabarettist und Moderator
- Daniel Penz (* 1990), Fußballspieler
- Lisa Eckhart (* 1992), Künstlerin
- Paul Pajduch (* 1993), Fußballtorhüter und Fußballfunktionär
- Andreas Leitner (* 1994), Fußballtorwart

#### Ab 2001

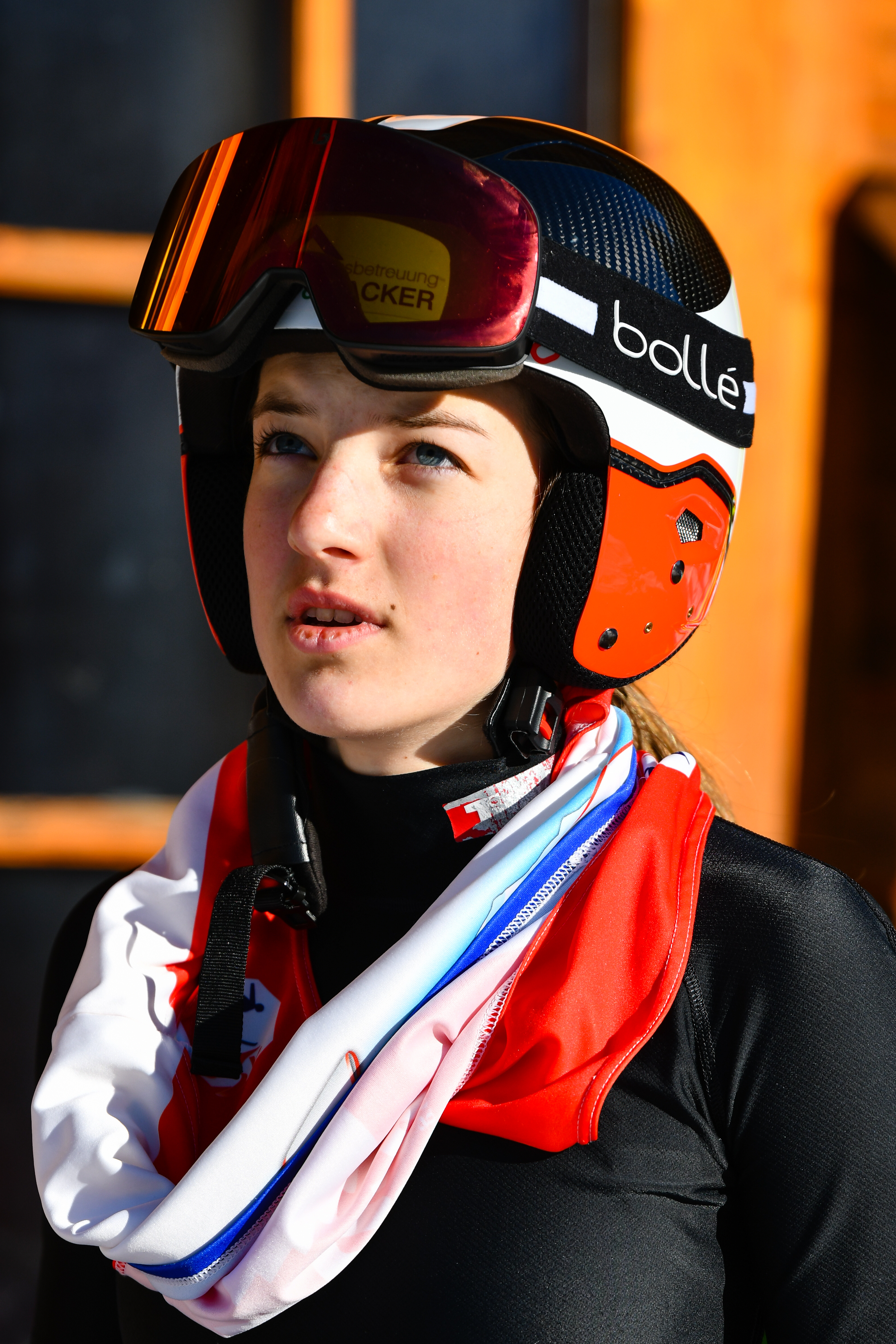
Lisa Hirner, Nordische Kombiniererin

- Lisa Hirner (* 2003), Nordische Kombiniererin
- Antonio Ilić (* 2005), kroatischer Fußballspieler

### Personen mit Beziehung zur Stadt

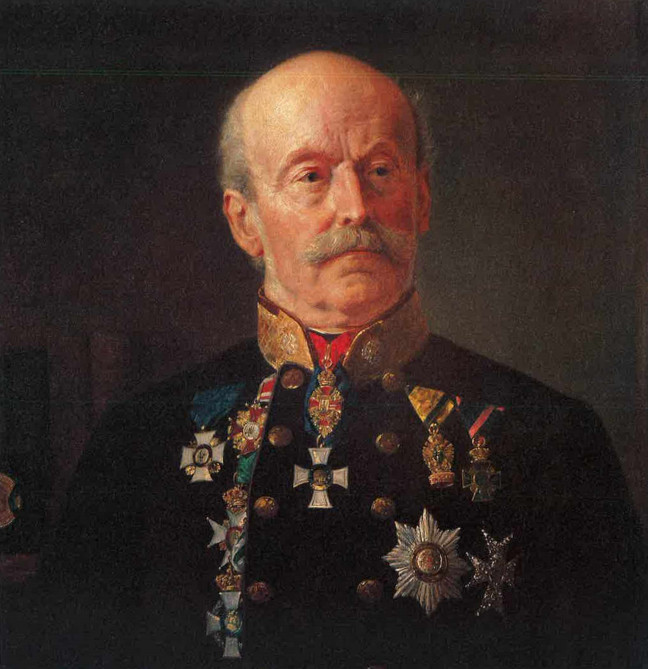
Peter Tunner (1809–1897), Bergbaupionier

- Lorenz Allgayer (1835–1901), Maler, Bildhauer, war zuletzt Lehrer in Leoben
- Franz Bach (1886–1943), Paläontologe, war zuletzt Lehrer in Leoben
- Felix Cornu (1882–1909), Mineraloge und Petrograph
- Mario Fraiss (* 1978), Radiomoderator und Journalist, zog 2002 nach Leoben
- Günther Freitag (* 1952), Schriftsteller, lebt seit 1975 in Leoben
- Gregor Fuchs (1821–1878), Geistlicher, Historiker und Gymnasiallehrer und -direktor, wirkte hier von 1866 bis zu seinem Tod
- Josef Graf (1778–1864), Jurist, Heimatforscher und Kommunalpolitiker
- Arno Grünberger (* 1947), Architekt, war hauptverantwortlich für die Gestaltung der Großausstellungen in der Kunsthalle Leoben
- Adolf Harpf (1857–1927), Journalist, Buchhändler, Herausgeber und Schriftsteller
- August Harpf (1861–1925), Chemiker und Hochschullehrer
- Brigitte Harum (1933–2020), Kinderbuchautorin, Übersetzerin, Dolmetscherin und Universitätslektorin
- Gerda Klimek (1923–2015), Schauspielerin, Autorin, Kabarettistin, Kabarettautorin und -komponistin
- Robert Kautsky (1895–1963), Theatermaler, Bühnen- und Kostümbildner, starb in Leoben
- Alfred Seiland (* 1952), Fotograf und Professor für Fotografie, lebt in Leoben
- Johann Max Tendler (1811–1870), Maler, starb in Leoben
- Karl Heinrich Tinti (1919–2013), Schriftsteller, Journalist, Schauspieler und Montanist
- Peter Tunner (1809–1897), Bergbaupionier, lebte und wirkte in Leoben
- Koloman Wallisch (1889–1934), sozialdemokratischer Arbeiterführer, 1934 in Leoben hingerichtet